# Списък с български хайдути
Това е непълен списък на български хайдути със сравнително малко биографични данни от много краища на Балканския полуостров, населявани с българи.
А – Б – В – Г – Д —
Е – Ж – З – И – Й —
К – Л – М – Н – О —
П – Р – С – Т – У —
Ф – Х – Ц – Ч – Ш —
Щ – Ю – Я

### А
| Ангел Стоянов Кариотов (1812 – 1864) – родом е от село Драгойново. На неговото име е наречен Ангелов връх в Рила |
| Александър Николов (неизв.) – родом от Ямбол, хайдутувал в Ямболско, Сливенско, Котленско, Делиормана и Добруджа. |
| Али Сираков (втора половина на 18 в. – неизв.) – помак родом от Чомаковци, подвизавал се с малка дружина в Плевенско, Луковитско, Белослатинско, Севлиевско и Ловчанско по кърджалийско време.                                                                     |
| Алтънлъ Стоян (ок. 1767 – 1828) – родом от Котел, хайдутува от 1810 година в Котленския Балкан. |
| Ангел войвода (неизв.) – действал в Троянско и Ловчанско. |
| Ангел войвода (ок. 1825 – 1864) – родом от Берковица, по професия кожухар. действа в Берковският Балкан от 1855 до 1864 г. |
| Ангел Гюрджинов (ок. 1840 – неизв.) – родом от Серес, предводител на малка чета, действала в районите на Пирин, Али Ботуш и Беласица през 1862 – 1870 г. |
| Ангел Зотев (ок. 1770 – неизв.) – родом от в хасковското село Дрипчево. |
| Ангел войвода (1812 – неизв.) – родом от село Новаково, заедно със Стойко Чакъргьозлията и Стоян Узунбойлията се воюват из Родопите, Странджа, Сакар, Бакарджиците, Стара планина, Средна гора, тракийските полета и Цариград.                                     |
| Анджо войвода (неизв. – ок. 1800) – роден е в Източна Тракия и воюва с кърджалиите пет години. Участва в битка на връх Драгойна. Загива в сражение с турците. |
| Арнаут Пеню (средата на 18 в. – неизв.) – родом от Сливен, хайдутувал през 20-те години на XIX век. |
| Арнаут Стоян (ок. 1800 – неизв.) – родом от Македония, хайдутувал през 30-те години на XIX век с малка чета. |
| Аршинко войвода (ок. 1870 – неизв.) – родом от Жеравна, отбива нападения на кърджалиите в края на XVIII и началото на XIX век. |
| Атанас Танкоолу (ок. 1820 – неизв.) – родом от Калофер, започнал борбата след 1840 г. След присъединяването през 1867 г. към него на Пенко Райков и Христо Първанов разширява периметъра на действие от Калоферско до Сърнена Средна гора и Тракия.                |
| Атмаджа войвода (ок. 1665 – неизв.) – името му е неизвестно, а Атмаджата му е прякор, даден от турците. Името му е свързано с това на Страхил войвода. Действа в районите на Стара планина, Средна гора, Бакарджиците, Рила, Пирин, Родопите, Беласица и Огражден. |

### Б
| Бабу (Бабо) войвода (неизв.) – считан е за един от вехтите български войводи. Действа през втората половина на XVII век в планините на Македония и Албания. Четата му достига до 500 души и прави известно нападение в Битолския Безистен. През 1670 година се среща с известния турски пътешественик Евлия Челеби, изпратен да събира данъка зехире беха, който е поразен от внушителна бойна организация на четниците.                                   |
| Байко хайдутин (неизв.) – заедно с Илчо войвода в Първото търновско въстание през XVI век отбива войските на Синан паша. |
| Бакоя хайдутин (неизв.) – бил е един от четниците на Гълъб войвода през 1830 – 1840 г. |
| Бало войвода (неизв.) – действа през първата половина на XVIII век в Кюстендилско. |
| Балко войвода (неизв.) – родом е от село Гявато през XVII век. Когато властите поискали да го арестуват, съселяните му се вдигнали срещу турците начело с Митре Николов. Балко бил убит, а Митре като водач и подстрекател бил осъден на смърт. |
| Балчо войвода (втората половина на XVII век – неизв.) – роден в село Поибрене, по професия колар. Участва в Голямата турска война 1689 – 1690 г. като войниган. Бяга от турска служба и сформира чета в Пазарджишко с която воюва в западна Тракия, Средногорието и Родопите. |
| Балю войвода (неизв.) – от село Угърчин. |
| Бан байрактар (неизв.) – името му се знае от народна песен от Софийско. |
| Банги войвода (неизв.) – родом от Радювене, хайдутувал на запад от река Искър. В местността, която днес се нарича „Банговец“ построил малка дървена крепост. |
| Бейко Гащанов (ок. 1835 – неизв.) – роден в село Калугерово в бедно семейство. |
| Белко Божков (1612 или 1615 – 1635) – родом от Спростране, водил малка чета. Заловен от турците е осъден и обесен в Битоля. |
| Белчо хайдутин (края на XVII век – ок. 1720) – родом от село Гявято, движи се с малка чете из Македонските планини. |
| Билчин войвода (неизв.) – споменаван в народни песни. Един от най-старите хайдути, прочиствал Котленско и Сливенско. |
| Блажин войвода (Щерю Латин) (неизв.) – споменаван в народни песни. |
| Боби войвода (неизв.) – действа с малка чета в Троянския Балкан. |
| Богдан войвода (ок. 1820 – неизв.) – родом от Тетевенско, като съвсем млад е четник при Бойчо войвода, а след 1850 г. води собствена чета, действала в Тревненския и Габровския Балкан. Дружината е разбита, а войводата загива. |
| Богдан войвода (неизв.) – воювал в началото на XVI век и споменаван в народни песни от Сливенско. |
| Богдан войвода (неизв.) – подвизава през първите десетилетия на XV век в Средногорието. |
| Богдан войвода (между 1765 и 1770 – 1809) – родом от Копривщица, бранил селото от кърджалийските погроми с малка чета. |
| Богдан Цеперански (ок. 1830 – между 1856 и 1858) – роден в село Цепераните. |
| Богдан войвода (неизв. – 1657) – загинал в бой с част на Мехмед Кюпрюлу при Аврамови колиби. |
| Богдан войвода (неизв.) – оказал съпротива срещу налагането на исляма в Разлога през XVII век. |
| Богдан Шаманов (ок. 1755 – 1792) – хайдутувал в Северна България, главно по поречието на река Осъм, по Дунава в Никополско, по долината на Осъм и в местността Чалана, около 1780 и 1792 г. |
| Богдан юнак (неизв.) – един от вехтите войводи, подвизавал се в Силистренско и Тутраканско. |
| Богдан юнак (неизв.) – действал в дъбовите гори около Каменлар и Добруджа. |
| Богдан Лютица (неизв.) – роден в село Калище и хайдутувал до средата на XVIII век. |
| Богдан хайдутин (неизв.) – има народни песни за него, убит от кръчмаря на село Урумкьой. |
| Богдана бойвода (неизв.) – възпята е в народни песни и според преданията е върлувала в Централна Стара планина, в Троянско. |
| Богатин войвода (1814 – 1891) – роден е в село Лъки. |
| Божди Димитър (неизв.) – роден в Малък Самоков и бродил из Странджа с малка дружина в средата на XVIII век. За по-мащабни дела обединявал четата с тези на Хаджи Константин и Джялооглу Тодор. |
| Божил войвода (неизв.) – роден в Дряновско в началото на XIX век. Движи се с малка чета в Дряновско, Габровско, Севлиевско и Еленско. |
| Божил Бахов (ок. 1840 – неизв.) – родом от Сливен и участник в четите на Панайот Хитов, Никола Аджема и Филип Тотю. |
| Божко Дундар (началото на XVII век – неизв.) – родом от село Цапари, брат на комитата Петре Дундар, хайдутува след 1625 г. заловен от властите и обесен. |
| Бойка войвода (Рада Богагина) (неизв.) – родом от Леденик в края на XVIII век и хайдутувала в началото на XIX век. Наследява четата на Вълчан войвода. С тази чета воюва в Търновско, Габровско, Дряновско и Севлиевско. За нея се пеят песни. |
| Бойна войвода (неизв.) – според песни от Сливенско е била байрактар на Стоян войвода, а според други от Новозагорско е четник на Никола войвода от Търновско. |
| Бойна войвода (неизв.) – за нея се знае от една песен от село Бейдауд. |
| Бойчо хайдутина (между 1835 и 1840 – неизв.) – четник на Панайот Хитов. |
| Бойчо войвода (между 1800 и 1805 – 1856) – родом от село Цепераните. |
| Боряна войвода (неизв.) – действала с малка чета в Котленско и възпята в една песен от Жеравна. |
| Боряна войвода (неизв.) – за нея, детенцето и Иванчо, брат и Стоян, с когото е хайдутувала се знае от една песен. Там е описано бойното и снаряжение. |
| Боянка войвода (неизв.) – хайдутува десет години и за нея е написана народната песен „Боянка войвода и триста души юнаци“. В тази песен се описва как Боянка причаква Керима кадъна, обира царската хазна, след което отрязва стотина арапски глави. В друга песен се разказва за времето, когато бил в гората мъжът и Мирчо пада в ръцете на турците. Боянка оставя хурката, препасва сабята и като догонила разбойниците ги изколила до крак.            |
| Босул байрактар (неизв.) – името му се помни от една песен от Охридско. |
| Боян войвода (неизв.) – родом от село Якоруда, хайдутувал в Рила, Пирин и Родопите. |
| Боян войвода (неизв.) – брат на Богдан войвода, воювал в Тревненско и Троянско. |
| Бояна войвода (неизв.) – родом от Сливенско и действала с четата си в Сливенско, Котленско, Дряновско и Търновско по времето на султан Мурад. |
| Бунарджи Минчоолар (60-те години на XVIII век – неизв.) – двама братя, родом от Сливен, през 1793 г. излизат в района на Сините камъни. По-големият брат изненадва турска потеря и я избива до крак. По-малкият батат и байрактар на четата, като чува пукотевицата се притичва на помощ, но в суматохата е убит от брат си. Тогава големият се отказва от четата и хайдутуването, но въпреки това по-късно с други хора и с Кара Съби сформира нова чета. |
| Брояна войвода (неизв.) – името и се помни от една народна песен и от Жеравна, изглежда да е воювала между края на XVII и началото на XVIII век. |
| Будак Стоян (Буюклу войвода) (ок. 1800 – неизв.) – родом от Ямбол и получил името си заради големите си мустаци. Съвместно с Хайдут Велко от 1822 до 1829 години прочиства Странджа планина. постепенно се увлича и разширява дейността си в от Емине до Лозенград, Одрин, Харманли и Сливен. |
| Бързак войвода (неизв.) – един от вехтите войводи. Около 1615 г. действа в Златишка Стара планина и Средна гора. Около 1618 г. убива богатия Хаджи Вели от село Горно Камарци. Негови четници са Ованчо Шошовичеоглу, Младен Халкальоглу и Иван Станоев от село Столник. |

### В
| Вълко Бимбелов Шейтанпенчов (между 1770 и 1775 – неизв.) – роден във Факия, хайдутин от стара българска фамилия, чиито предци се губят в стари времена. |
| Ваньо Кондов (Кадънката) (неизв.) – родом от Добричко, подвизавал се в 1875 – 1876 година в родния си край с малка чета. Един от последните хайдути, умрял в село Батово след Освобождението. |
| Васил Бойчев (Доктор Соколски) (ок. 1844 – 1876) – делегат в Оборище от Перущица. |
| Васил войвода (неизв.) – родом от Врачанско и действал в Западна Стара планина. |
| Васил Ганчев (ок. 1840 – 15 ноември 1893) – родом от Плевен. Около 1864 г. събира малка дружина, а през 1866 г. излиза в Плевенско. Не след дълго време се отправят във Влашко, откъдето през 1868 г. се завръща и хайдутува във Врачанско и Берковско. Заловен е и хвърлен във Видинския кауш, след което е осъден на заточение в град Мердим, на стотина километра от Диарбекир. След Освобождението заживява в Орхание. |
| Васьо войвода (неизв.) – родом от Панагюрище и водил малка чета в Средногорието. |
| Велко Мичкюра (неизв.) – родом от Панагюрище и водил малка чета в Средногорието. |
| Велко войвода (ок. 1805 – неизв.) – родом от Шумен, останал сирак чиракува при богат турчин като овчарче и козарче. Хвърлен е в тъмница заради отказа си да се потурчи за три години. Веднага след това сформира чета и я води из Стара планина. Унищожавайки потеря, изпратена да убие Гълъб войвода той става побратим с него и обединяват четите си. След оттеглянето на Гълъб се бие с четата си до Кримската война. |
| Велко войвода (неизв.) – родом от село Левочево и през август 1720 заедно с други хайдути напада село Райково за да отмъстят за избити двеста българи, отказали да приемат исляма. |
| Вълчан войвода (ок. 1795 – неизв.) – роден е в село Пещера и през август 1720 заедно с други хайдути напада село Райково за да отмъстят за избити двеста българи. |
| Витан войвода (между 1690 и 1695 – неизв.) – родом от село Кутлово и през август 1720 заедно с други хайдути напада село Райково. |
| Велко Терзиев (ок. 1735 – неизв.) – родом от Никопол, върлува в Никоплско между 1760 и 1780 г,, Плевенско и Стара планина. Байрактар му е Драгуш Атанасов Иванчев (Драгуш Шатъра) от село Муселиево. |
| Велко Топала (неизв.) – хайдутин от около 1830 г., името му се знае от една народна песен. |
| Велчо войвода (ок. 1940 – 2 юли 1876) – роден е в махала Камено бърдо. Като войвода на чета в Ново село дружината се сражава геройски в местността Тясното близо до махала Камена лъка. Било по време на Априлското въстание. Велчо войвода е заловен и откаран в Севлиево, където е и обесен. |
| Велко хайдутин (между 1805 и 1810 – неизв.) – роден в село Шипка. С четата на Гълъб войвода и с тази на Георги Раковски (1854) действа в Сливенско, Котленско и Еленско. |
| Видул войвода (неизв.) – води малка дружина в Карловския Балкан в края на XVIII и началото на XIX век. |
| Видул Иванов Ябанов Странски (ок. 1840 – след 1878) – родом от Калофер, повежда малък отряд през 1866 г. Действа в Калоферския Балкан и Стремската долина, минава във Влашко, където поддържа връзки със Стефан Караджа. След това се преселва в Бесарабия, а по-късно и в Одеса. |
| Видул войвода (Видул Кунчов Видулов (ок. 1777 – 1833) – чичо на Васил Левски. |
| Воин войвода (ок. 1770 – 1810) – роден е в село Лева река. Заедно с Христо Кляката от село Грознатовци с чета от седем-осем души се подвизават в Осогово, Рила и Пирин. Войводата е убит в Крагуевац. |
| Воин войвода (неизв.) – родом от Видинско, където и действа четата му в средата на XVIII век. За него има хайдушка песен от този край. |
| Витан войвода (неизв.) – родом от село Славейно. През август 1720 заедно с многобройна дружина, между които са Вълкан и Велко отмъщава за убийството на близо двеста души, отказали да се потурчат. |
| Вълкан войвода (неизв.) – родом от Пещера. През август 1720 заедно с многобройна дружина, между които са Витан и Велко отмъщава за убийството на близо двеста души, отказали да се потурчат. |
| Вълкан хайдутин (ок. 1835 – неизв.) – роден в село Карахадър, действа в Източна Тракия, а по-късно е в четата на дядо Желю войвода. |
| Вълко войвода (неизв.) – един от първите тръгнали да с бунтуват против робията хайдушки предводители в началото на XVI век. |
| Вълко войвода (неизв.) – родом от Разград, действал към средата на XVI век в ДелиорманРоден в Церовоа Тутраканско до края на същия век. |
| Вълко войвода (втора половина на XVIII век – неизв.) – от края на XVIII до началото на XIX век. |
| Вълко баш байрактар (неизв.) – безстрашен хайдутин, за който в Търновско се пеят песни. Загива също като деветимата си братя в бой. Считан е за един от вехтите хайдути. |
| Вълко войвода (неизв.) – роден в село Церово и действал Пазарджишко в края на XVIII и началото на XIX век. |
| Вълко Кьосеоглу (неизв.) – действа в Софийската кааза (околия), като наказва местни турци за различни издевателства. Заловен, Софийския кадия го осъжда на затвор през 1615 г. |
| Вълчан войвода (1775 – 1863) – легендарен хайдутин. |
| Вълко Петрунов (неизв.) – родом от село Драгоданово. Други сведения за него липсват. |
| Върбан Йорданов (ок. 1849 – 1875) – роден е в Шумен, баща му е търговец житар. През септември 1875 г. минава от Влашко и стига до село Червена вода, откъдето поема с четата си към Горна Оряховица. Когато разбира, че в Търновско няма въстание, решава да се върне обратно. Близо до Русе е заловен и след неуспешно бягство е убит. |
| Върбан Панов (неизв. – 6 декември 1837) – родом от село Белимел, движил се в Западна Стара планина. Един от ръководителите е на Берковското въстание през 1837 г. Събрал чета на 4 ноември в Чипровския манастир, заедно с Кръстьо Нешин от село Копиловци ръководят отбраната на позицията Митириза на 23 ноември. Предаден от роднината му Младен Колов бива заловен от турците. Принудили го от руините на къщата му да си издигне бесилка, и като го обесили се разпоредили да виси там четиридесет дена. Българи обаче убиват пазачите и го погребват заедно с други седемнадесет убити въстаници. |
| Върли Гюро (1827 – 1912) – бележит български хайдутин от средата на XIX век. Участник в хайдушките чети на Ильо войвода, четата на Христо Ботев и воювал в отрядите на Джузепе Гарибалди. |

### Г
| Гайдарджи Гочо (между 1825 и 1827 – неизв.) – роден в село Горски извор, бил сподвижник на Ангел Войвода и осиновил сестра му за да е под негова закрила. Воювал поединично, без никой да знае, че е хайдутин. |
| Гайтанджи Минчо (XVII век – неизв.) – родом от Търново или селата около него. Хайдутува заедно със Стоян войвода и взел участие в Патропавловската буна при Лясковския манастир. |
| Ганчо Стойкооглу (неизв.) – родом от Калофер и се движил в Калоферския Балкан. |
| Гарван войвода (неизв.) – хайдутувал в Ямболско през XVIII век. |
| Гарван войвода (неизв.) – действал през 30-те години на XIX век в Силистренско, а името му се пази в народни песни. |
| Гачето Курадоолу (неизв.) – подвизава се в Странджа. |
| Геро войвода (неизв.) – споменът за него е запазен благодарение на един народен певец. |
| Георги войвода (Георги Стоянов Шишкевлията) (ок. 1848 – неизв.) – родом от село Шишкьой. |
| Генчо войвода (ок. 1800 – неизв.) – родом от село Крива круша, хайдутувал в Сърнена Средна гора и Стара планина през 30-те години на XIX век. |
| Генчо Къргов (1789 – 1883) – роден в село Хайнето, подвизавал се с Георги Мамарчев, Бойчо войвода, Дончо Ватах войвода и други деятели. |
| Генчо Геленджийчето (неизв.) – помни се само името му. |
| Генчо Стойолу (ок. 1800 – неизв.) – родом от Калофер и движил се в годините 1820 – 1940 в Калоферския балкан срещу кърджалиите. След време, макар и доста стар вече, продължава да е в помощ на хайдутите и най-много на Рада войвода. |
| Генчовци (неизв.) – двама братя, отбранявали Калофер в края на XVIII век от кърджалиите. |
| Генчоолар (ок. 1760 – неизв.) – двама братя родом от Сливен, върлували в края на XVIII век. |
| Георги Гарабчи (ок. 1775 – неизв.) – родом от Ямбол. |
| Георги Грънчаро (неизв.) – родом от Кюстендилско. |
| Георги Дългия (ок. 1840 – 1863) – родом от Оризари и е хайдутин при Панайот Хитов, Никола Аджема и Филип Тотю. Пада убит в битка с турците с четата на последния. |
| Георги Иванов Колтуков (между 1845 и 1848 – 1939) – хайдутин на Стоил войвода. |
| Георги Лажо (неизв.) – сведенията за него идват от една народна песен. |
| Георги Николов (ок. 1840 – неизв.) – родом от Ново село, появил се в района на Скопска Черна гора през 70-те години на XIX век. |
| Георги Око (неизв.) – знае се само, че е действал в района на Горноджумайско – Пирин, Огражден и Беласица. |
| Георги Попов (ок. 1610 – неизв.) – роден в Арилово, Битолско. Хайдутин е в дружината на Петре Дундар през 30-те и 40-те години на XVII век. |
| Георги Пържелков – Айката (неизв.) – родом от село Ораново и водил малка чета из Пирин планина. |
| Георги Стоянов (ок. 1820 – неизв.) – родом от Шишкьой, Македония. Води малка чета между 1840 и 1860 г. |
| Георги Трънкин (1828 – 1860) – роден в Сливен, учител на войводите Курти Янчев, Стоян Папазооглу, Панайот Хитов, Никола Аджема, Желю Чернев и Хаджи Димитър. |
| Георги хайдутин (неизв.) – подвизавал се в Странджа планина. |
| Георги Ченков (40-те години на XIX век – неизв.) – родом от Сливен, воюва при Панайот Хитов и участва във всички битки на неговата чета. Изпратен на заточение след неуспешно нападение на някой си Али ефенди. |
| Гече Каравулино (неизв.) – за него се пее в народна песен от началото на XIX век на неизвестен певец. |
| Гола вода (неизв.) – според предание е от Батак и заедно с брат си Страхил прочистват Баташко, западните Родопи и западна Тракия през XVIII век. |
| Гордю войвода (ок. 1650 – неизв.) – роден в Златоград и писан в турски документ от 1720 г. Бранил е българите в Родопите от турски грабежи, жестокости и помохамеданчване. С голяма маса от хора се оттегля в планината в района на Девин. Ибрахим ага на няколко пъти се опитва да превземе неговата твърдина, наречена впоследствие „Градище“. Когато най-сетне турците подпалват крепостта, Гордю брани оттеглящите се към Грохотно, Гьоврен и Триград българи. След сраженията войводата почива от раните си в в манастира „Света Богородица“. В Златоград има монумент, издигнат в негова памет. |
| Господин хайдутин (края на XVIII век – неизв.) – роден е в Тревненските колиби Коевци и водил битки тринадесет години. |
| Господин Хайдутов (ок. 1840 – неизв.) – четник в дружината на Панайот Хитов, родом от село Медвен. |
| Грозданка войвода (неизв.) – за нея се знае от една народна песен. |
| Грозьо Паликаря (втора половина на XVIII век – неизв.) – заедно с брат си Петко мъстят в края на XVIII и началото на XIX век в Тревненския и Габровския Балкан. |
| Груьо войвода (неизв.) – хайдутувал около 1830 година, за него се знае от една народна песен. |
| Гуга войвода (неизв.) – родом от селата Избеглии или Болярци. Мъжът ѝ Браню хваща гората заради убийството на двама турци. Гуга оставя детето им при роднини и отива с него. Четата им била от 6 души и след гибелта на Браню, Гуга е избрана за войвода. |
| Гунчо войвода (Илия Господинов) (между 1830 и 1832 – 1868) – роден в Сливен, по професия шивач. През 1867 г. с четата си прави опит да се присъедини към тази на Панайот Хитов. Това става защото те нямали за цел вдигане на въстание. Не успяват и с включване към Хаджи Димитър и Стефан Караджа поради разгрома на тази чета. Гунчо войвода и сподвижника му Тодор Денев-Харбсоглу падат убити, дали при грабеж, дали поради възникнали несъгласия или заради разпадналата се чета, преследвана поединично. Четници тук са: Продан Илиев от Сливен, Дончо Влахът от Стара Загора, Христо Проданов от Карлово, Иван Минчев от Котел, Георги и Коста от село Кипилово, Добри от Калофер, Иван Моканчето от Унгария, Яни от Битоля и Петър Кехая от Панагюрище. |
| Гълъб войвода (ок. 1798 – ок. 1858) – войводата е роден в село Омарчево. |

### Д
| Дели Аршинко (неизв.) – родом е от Батак и хаидутувал в Западните Родопи и Западна Тракия към края на XVIII век. |
| Досьо Байратаря (средата на XVIII век – неизв.) – родом от Трявна и бранил българите от турци, кърджалии, чорбаджии и предатели. |
| Димка Бизимка (неизв.) – за своето юначество е възпята в народна песен от Калоферско. |
| Димитър Бончоолу (ок. 1800 – неизв.) – родом от Сливен и е четник на Панайот Хитов. |
| Дели Бошко (неизв.) – родом от село Караомер и върлувал в Делиормана. |
| Дончо Бургуджиев (между 1840 и 1845 – неизв.) – родом от село Турия. Появява се около 1870 г. начело на малка чета в Ихтиманска Средна гора и е поддържал връзки с Добри войвода. |
| Дамян Вуков (ок. 1820 и 1825 – неизв.) – роден в Голямо Белово и води малка чета по време на Кримската война в Западните Родопи. |
| Даглъ Стоян (между 1830 и 1850 – неизв.) – родом от Каваклийско или Лозенградско. Името му идва на турски: даглъ – горянин, планинец, като от турците е наричан и Шейтан Стоян – Стоян Сатаната, Дявола. |
| Дамян войвода (неизв.) – името му се жнае от народни песни. |
| Дамян войвода (между 1770 и 1775 – неизв.) – роден е в Сливен, кв. Ново село. Имал е голяма, дисциплинирана и добре обучена чета. Народни песни го свързват с Кузман войвода. |
| Дамянчо войвода (неизв.) – воювал в източна Стара планина в районите на Карнобатско и Айтоско. |
| Димо войвода (ок. 1690 – неизв.) – роден е в Смолянско и през 1720 г. участва в наказанието в село Райково на на турците заради избитите двеста българи. |
| Дели Димо (Димо Толев) (неизв. – 1860) – водил стадата си до град Чорлу през зимата, а пролет и лятоска в Средна гора. Нападнат от турци в Пловдивско забягнал с другарите си и хваща гората като хайдутин. Брани населението в Средногорието с малката си дружина. Бил особено грижлив към овчарите. Убит е близо до река Мерул в Балабановата кория, Панагюрско. Там има кръст с надпис: „Убит е Дели Димо Тольов Лето 1860“.                                                                        |
| Данчо (Дан) войвода (неизв.) – хайдутувал в Сливенско и името му са знае от песен от този край. |
| Данчо войвода (края на XVI или началото на XVII век – неизв.) – от вехтите войводи, родом от Сливенския край. |
| Даскал Тодор (1782 – неизв.) – роден в Трявна и я бранил от кърджалиите в началото на XIX век, един от вехтите войводи. |
| Дачо войвода (ок. 1770 – неизв.) – родом от Жеравна и водил чета в Котленския Балкан срещу кърджалиите след 1790 г. |
| Дуде (ок. 1600 – неизв.) – войводата е роден в село Загоричани и хайдутува повече от двадесет години в Битолско, без да бъде заловен от турските власти. |
| Дели Кою (неизв.) – роден е в село Лакарево, хайдутин става заради убийството на богат турчин от Дебнево и дълги години води битки в Троянския Балкан. |
| Дели Миндо (между 1770 и 1775 – неизв.) – роден е в Сливен. Като овчар е заловен в Каваклий и направен един от кърджалиите насила. Една вечер избива шайката и тръгва сам по гората. Със събрана дружина броди из Сливенско, Севлиевско и Средногорието. |
| Дели Пало (ок. 1770 – неизв.) – родом от Тетевен, по други данни от Плащуница. |
| Делю войвода (ок. 1630 – неизв.) – действа с четата си в Родопските пущинаци и Беломорието. За него се пее прочутата песен Излел е Дельо хайдутин. |
| Детелин войвода (началото на XIX век – 1839) – на името му е наречена местността Детелинова грамада в околностите на родната му Копривщица. |
| Джалооглу Тодор (неизв.) – родом от Калофер и се подвизавал в Лозенградско, Странджа и Сакар планина, обикновено с четите на Хаджи Константин и Божди Димитър. |
| Диляна войвода (неизв.) – името и се знае от народни песни от Котленско и Сливенско. |
| Димитър и Нико Пеневи (неизв.) – по произход от Калище, хайдутували в планините около селото им през втората половина на XIX век. Във Влашко се записват в Опълчението и взимат участие в Освободителната война. |
| Димитър Калъчлията (1826 – 1861) – роден е в село Торлак махале. Четата му обикаля из Одринско, Сливенско, Търновско, Шуменско, Варненско, из Добруджа, но свърталищата му са били в Сливенския и Котленския Балкан и Бакаджиците. |
| Дончо Кюлафлийски (70-те години на XVIII век – неизв.) – родом от село Дрен и се подвизава във Верила планина в края на XVIII и началото на XIX век заедно с другаря си Хвъркат Ненко. Продължава бунтовната си дейност, след като Ненко вече остарял заживява мирен живот. Дъщерята на Дончо войвода е прочута в редовете на Македонските бойци като Йорданка хайдутка. |
| Димитър Мухтана (средата на XVIII век – неизв.) – родом от Трявна или колибите около нея. Бранел населението от кърджалиите в Тревненско и Габровско. |
| Димитър Николов Дишлиев (между 1840 и 1842 – неизв.) – по професия бил касапин от Сливен. от деца се знаят с Хаджи Димитър, а с хайдушката чета на Панайот Хитов правят поход през 1867 г., след който е емигрант във Влашко. Дишлията през 1876 г. се качва на „Радецки“ и участва във всички бойни действия на четата на Христо Ботев. Димитър Дишлиев доживява да Освобождението. |
| Димитър Николов Заралията (1833 – 1868) – родом от село Карабурун и по занятие е терзия. |
| Димитър и Костадин Попгеоргиеви (между 1810 и 1820 – неизв.) – родени са в село Разловци. Подвизават се в Малешевската планина през 40-те години на XIX век. |
| Димитър Тале (ок. 1540 – неизв.) – родом от село Стежа, Прилепско. Един от вехтите войводи, действал през 1565 – 1570 г. в Македонските планини. |
| Димо войвода (неизв.) – възпят в хайдушки песни от Котленско. |
| Димо войвода (Делидимоолу) (неизв.) – родом от село Коюджук. Хайдутува с Димитър Калъчлията и имал самостоятели малки чети от по 5 – 6 души. |
| Димо Горунов (неизв.) – родом от село Локвица. |
| Димо Колев (неизв.) – родом от село Поздивища. Подвизавал се с чета от тридесетина души през втората половина на XVII век. |
| Димчо войвода (неизв.) – хайдутувал в Търновско и познат от песен от този край. |
| Динко войвода (70-те години на XVIII век – неизв.) – Хайдутувал в края на XVIII век и началото на XIX век в Сливенския Балкан. |
| Диньо войвода (неизв.) – родом от Сливен, сподвижник на Индже войвода и се подвизавал в Сливенко, Ямболско. Котленско и Лозенградско. |
| Добра войвода (неизв.) – родом от Локорско и действала между река Искър и Арабаконашкия проход. |
| Добра мома (неизв.) – верен и предан другар на Дончо Ватаха. Действала във времето от 1825 до 1855 – 1860 години и загинала в сражение с турска потеря. |
| Добри войвода (ок. 1825 – 24 юни 1870) – виден хайдутин от Копривщица, въвел партизанската тактика в революционното движение по време на освободителните борби в България. |
| Добрик войвода (края на XVIII век – неизв.) – родом от Смолянско и водил чета в началото на XIX век. |
| Доне войвода (Андон Барсаковски) (неизв.) – родом от село Барсаково и с чета от двадесет и пет души върлувал из Осогово и Малашевско в началото на XIX век. |
| Добре Кръстев (между 1805 и 1810 – неизв.) – роден е в Сливен и е чичо на Хаджи Димитър. Хайдутува заедно с брат си Стоян в Сливенския Балкан в годините между 1830 и 1840. |
| Добрю войвода (неизв.) – възпят е в народна песен като голям юнак, когото куршум не го лови. |
| Дойчин войвода (неизв.) – възпят от Христо Ботев в стихотворението „Пристанала“. |
| Дойчин войвода (неизв.) – според песен от Панагюрско победил арапина владеещ Солун с помощта на боздуган. |
| Дойчин войвода (неизв.) – родом е от Търновско и е водил чета в този край. |
| Дойчин войвода (края на XVII век – неизв.) – роден в Смолянско и през 1720 г. участвал в операцията в село Райковци за отмъщаването за убийството на двеста българи. |
| Дончо Ватах войвода (неизв.) – хайдутин от село Копривщица в първата половина на XIX век. |
| Добрин войвода (неизв.) – писан е в турски документ от 1720 г. наред с други хайдути. Върлува в Родопите между 1700 и 1720 г. |
| Дончо (Дай) войвода (неизв.) – възпят в песен от Сливенско. |
| Драган войвода (неизв.) – една песен описва него и верния му боен другар Стефан войвода. |
| Драгой войвода (между 1810 и 1815 – 1862) – закрилник на овчарите, родом от Копривщица, хайдутувал с четата си и в района на Лъжене, Златица, Мензул и Стара планина. |
| Драгула войвода (неизв.) – роден е в Панагюрище и се подвизавал в Средна гора. |
| Дядо Никола (неизв.) – родом от Поибрене и действал в Средна гора. |
| Дядо Никола Хаинченина (Никола Генчев Виранов) (29 юни 1832 – неизв.) – родом е от село Хайнето и излиза с чета през 1841 г. в Котленския Балкан. През 1875 г. участва в организирането на Старозагорското въстание, а след разгрома минава във Влашко. Води чета, с която взима участие в Сръбско-турската война. След залавянето му е затворен в Търновския затвор, а сетне е прехвърлен в тъмниците в Сливен и Одрин. След Освобождението се завръща в родното си село, където живее до смъртта си. |
| Дядо Стоян (Станоя) Братоев (неизв.) – родом от Поибрене и действал в Средна гора. |
| Дядо Цоньо войвода (края на XVIII век – средата на XIX век) – роден в село Драгоданово. Известен е и с имената дядо Чоню или Брадатия войвода. |
| Драган Папазооглу (неизв.) – хаидутувал в родният си Ломски край. |
| Драган Тасков Войнски (ок. 1840 – неизв.) – родом от село Лева река, внук на Воин войвода. Хайдутува между 1857 и 1858 г., изпървен сам, а по-сетне в четата на Илю войвода и е негов знаменосец. Зимувал е в Сърбия, а през 1877 г. се записва доброволец в опълчението и участва в Освободителната война. |
| Драганка войвода (неизв.) – името и се помни от една народна песен. |
| Драгни Гешоолу (началото на XIX век – неизв.) – четник е на Гълъб войвода. |
| Драгой Хайдутина (ок. 1830 – неизв.) – родом от село Върбица, четник на Георги Раковски през 1854 г. и е описан от него в „Горски пътник“. |
| Драгойчо войвода (средата на XVIII век – неизв.) – родом от Троян или Троянско. Закрилял е българи-керванджии в Троянския проход. |
| Дроздена хайдутка (втората половина на XVIII век – неизв.) – родена е в Трявна или Тревненско. Народен закрилник е срещу турци, кърджалии и богати чорбаджии. |
| Дядо Бижо (неизв.) – роден е в Трявна или Тревненско. Хайдутувал е този район. |
| Дядо Доню и синът му Иванко (неизв.) – родом от Провадия и хайдутували в Източна Стара планина, Провадийско и по поречието на Камчия. |
| Дядо Желю (ок. 1820 – неизв.) – роден е и живял в Станимака. Бил е ятак на Ангел войвода, но участвал в битки наред с другите хайдути. |
| Дядо Курти (края на XVIII век – неизв.) – роден в Кортен и хайдутувал в Средна гора и Стара планина в годините около 1830 г. |
| Дядо Кутьо байрактар (края на XVIII век – неизв.) – родом от Трявна и заедно с даскал Тодор избили повече от 25 души турци и български чорбаджии. |
| Дядо Миндо (началото на XIX век – неизв.) – роден е в Сливенските села. Заедно с други се изселва в Бесарабия. Не след много време се завръща и заживява в Касаплар. Турските власти и местни турци започват да го издирват за да го убият. Събира дружина, с която хайдутува в района на Голяма Камчия и от Смядово до Ришкия проход. Неговите дири и тези на дружината му се губят в годините около Кримската война.                                                                                 |
| Дядо Млъчко (Млечко) (ок. 1870 – неизв.) – родом е от Калофер и през 1815 – 1820 г. завардвал Русалийския проход. Действал в Севлиевско и бранел и Калофер от разбойническите набези на кърджалии и даалии. Укрива се в Марагидик. Когато е заловен и вързан, успява да се освободи и избие само с един ятаган цялата разбойническа банда от 18 души. През 1820 г. следите му се губят. |
| Дядо Никола (1765 или 1770 – неизв.) – роден е в Челопеч и воювал срещу кърджалии и турци в землячеството си. |
| Дядо Никола Македонеца (неизв.) – върлувал из Севлиевския край. |
| Дядо Цацо (неизв.) – от село Челопеч и действал срещу кърджалиите в Пирдопско, Средна гора и Стара Планина с малка дружина в края на XVIII век. |
| Добре Юначе (неизв.) – името му е запазено посредством една народна песен. |

### Е
| Елена войвода (неизв.) – за нея се знае от една песен от Сливенско, а също така че байрактар ѝ е бил Иван.                                                                                               |
| Еленка войвода (неизв.) – за нея се знае от една песен, която пази името ѝ живо. Хайдутува в Еленско, Сливенско и Котленско с малка чета и байрактар Кичук Иванчо.                                       |
| Еленка войвода (неизв.) – подвизавала се в Търновските села. |
| Еленка войвода (неизв.) – действала в Твърдишкия и Еленския Балкан. |
| Енка войвода (неизв.) – тя се помни от една песен за нея и Стоян войвода от Сливенско. |
| Ердан войвода (неизв.) – един от вехтите войводи, воювал през XVII век в Западна Стара планина, Берковско, Кутловско и полето. Най-старото име на Бойчиновци – Ерден може би идва от името на войводата. |

### Ж
| Желез войвода (1810 – 21 април 1878) – четник на Бойчо войвода и Димитър Калъчлията. |
| Желю войвода (29 юни 1828 – 24 юни 1893) – четник на Димитър Калъчлията и в три войни: Сръбско-турската война, Руско-турската война и Сръбско-българската война.                                                |
| Жечоолу войвода (ок. 1780 – неизв.) – родом е от Нова Загора и има малка хайдушка дртужина в Сливенско и Новозагорско в края на XVIII век.                                                                      |
| Желязко Жетварски (1840 – 30 юли 1913) – войвода на чета от четирима души, присъединила към четата на Желю войвода, на която става байрактар. Опълченец е в боевете при Шипка и знаменосец на Самарското знаме. |
| Желязко Палабуюка (ок. 1810 – неизв.) – родом от Сливен и е вуйчо е на Хаджи Димитър. Между 1830 и 1840 г. хайдутува със своя дружина.                                                                          |
| Желю Куков (неизв.) – родом от Панагюрище и се движил из Средна гора. |

### З
| Злати Кокарчоолу (50-те години на XVIII век – 1810) – родом от Сливен и върлувал из Сливенския балкан. |
| Златко хайдутин (между 1785 и 1790 – неизв.) – знае се само, че е хайдутувал в Кюстендилско. |
| Златко войвода (неизв.) – родом е от село Палат и хайдутувал из Рила, Пирин, Огражден и Беласица след 1815 г. Подвизавал се в планините в продължение на тридесет години, като се укривал в Рилския манастир. За ятаци му служат манастирските братя, а той от своя страна подпомагал светата обител. |
| Зюмбюл войвода (1847 – 1883) – родом от село Горно Броди. |

### И
| Иван и Добрич (неизв.) – двама братя хайдутували заедно с Йовичо и Флоро в годините между 1748 и 1772 години във Врачанския Балкан. |
| Иван Брънека (неизв.) – роден в Трявна или Тревненско около средата на XVIII век и хайдутувал там срещу турци, кърджалии и чорбаджии. |
| Иван войвода (края на XVII век – неизв.) – родом от Овчеполието, Македония и е върлувал в Серско. |
| Иван Данкоолу (1823 – 1921) – родът му е от село Шипка, а той самият е роден в Розово. Започва революционна дейност около 1850 г. в дружината на Пеню войвода, по-късно с родения в село Турия Митю Джалазът и с Кърджил войвода от същото село. Води дълга борба из Стара планина, Средна гора и Странджата. По време на Освободителната война помага на русите да минат Балкана. |
| Иван Ензетою (между 1837 и 1840 – неизв.) – действал в Сливенско, Котленско и Източна Стара планина. |
| Иван Каараоглу (ок. 1870 – неизв.) – родом от Сливен в началито на XIX век. Подвизавал се в Сливенският и Котланския Балкани, също и в Странджа, Бакаджиците, Светиилийските възвишения и Сакара. Известно време в групата му бил Куман войвода. |
| Иван Калпакси Радев (ок. 1760 – неизв.) – роден в Стара Загора и хайдутувал във втората половина на XVIII век. |
| Иван Шипкалията (ок. 1840 – 20 май 1867) – бил е байрактар на хайдушката чета на Филип Тотю и е загинал в бой в местността „Пустия“ край село Върбовка. |
| Иван Марков (между 1838 и 1840 – неизв.) – родом е от Сливен и върлувал от 1862 до 1868 в в Котленския и Сливенския Балкан. |
| Иван Инджето (края на XVIII век – неизв.) – роден е в село Старчище и действал съвместно със Стоян войвода в Рила, Пирин, Али Ботуш и западните Родопи. |
| Иван Ничев (началото на XVII век – 1634) – роден е в село Брод. Хайдутува през 30-те години на века в Битолско. Заловен е и осъден на смърт от Битолския шериатски съд на смърт за „бунтарство, което било неговата сякогашна дейност“. |
| Иван Пеев – Плюшко (1841 – 1869) – родом от Казанлък и като емигрант във Влашко живял с хъшовете. При сформирането на четите на Хаджи Димитър и Стефан Караджа се включва при Караджата и става дори знаменосец. Отличава се с храбростта си, но е заловен близо до Севлиево и впоследствие заточен в Сен Жан Д'Акр, където и умира. |
| Иван Сивов (Иван Попрайчев Христов) (25 септември 1843 – 29 юли 1868) – участник и писар в четата на Хаджи Димитър и Стефан Караджа. Взима участие в похода на тази чета през 1868 г. Завършва образование в Габрово и военно училище в Русия. Ранен в сражението при Канлъ-дере с разрешение на войводата прави опит да се прибере в Габрово. В завързалата се след предателство битка загива от последния си запазен патрон. |
| Иван Шоменлията (1855 – 1876) – родом от Долно Паничерево в рода Делидимовци. Убива трима турци за да брани честта на братовите му жени, нападнати от тях. По тази причина Иван става хайдутин. Иван Шоменлията е убит в сражение при Бакаджиците като участник в Априлското въстание. |
| Иван Лявото ухо (неизв.) – хайдутувал през XVIII век в Добруджа. |
| Иванчо войвода (между 1775 и 1780 – неизв.) – за него се помни от една народна песен от Котленско. Като байрактар на Кара Танас войвода взима участие в много битки. |
| Иванчо войвода Черкешлийчето (Иван Великов Гергев) (края на XVIII век – неизв.) – родом от Черкешлия. Подвизава се в Сливенския Балкан между 1820 и 1830 г. |
| Иванка войвода (неизв.) – спомената е в народни песни. |
| Иванчо Атанасов (1848 – 1896) – родом от село Горни Порой. През 1875 г. е байрактар на Кукулич войвода, а след разделянето и е войвода на самостоятелна дружина, действаща в Демирхисарско. След Освобождението взима участие в Сръбско-Българската война през 1885 г. |
| Иванчо Гърков (ок. 1845 – неизв.) – родом от село Калище и излязал хайдутин около 1866 – 1867 г. Подвизава се с малка чета в Конявската планина, Осогово, Голо бърдо и планините на Краището. След преселване във Влашко е участник в Освободителната война. |
| Иван Сотиров (неизв.) – родом от Попинци и четник на Бейко войвода. |
| Илия Дойчв (неизв.) – родом от Никопол. |
| Илчо войвода (неизв.) – един от вехтите войводи и предводителите на Голямото Търновско въстание. Роден е в Шумен или Шуменско взима най-дейно участие в това въстание срещу ордите на Синан паша. След разгрома на въстаниците, заедно с побратима си Байко Хайдутина се оттеглят в Стара планина.{sfn\| автор = Шабанов \| година =1969 \| страници =65-66 \| език = }} |
| Илю войвода (Илия Марков Попгеоргиев) (28 май 1805 – 17 април 1898) – известен и като Дядо Ильо Малешевски или Малешевеца, е български хайдутин и революционер. Често е определян и като „последния хайдутин“. |
| Илю Стоянов (1846 или 1848 – неизв.) – родом от Панагюрище и върлувал през XIX век в Средна гора. Взел най-дейно участие в Априлското въстание. |
| Илю Шопът (между 1810 и 1815 – неизв.) – родом от Виница. Става хайдутин заради опит за отвличане на жена му от турци, при който загива детето му. Води другари в Македонските планини от 1840 до към 1860 г., след което се изтеглят в Сърбия. |
| Индже войвода (ок. 1755 – 17 юни 1821) – един от най-прославените български хайдути. |
| Индже Маринко (Марин Иванов Русинов) (между 1840 и 1842 – 1875) – родом от село Драгомир и става хайдутин заради убитите от турците негови трима братя като става четник на Бейко войвода. С тази чета закрилят населението на Тополи дол, Кръстава, Блатница, Цалапица, Голямо Конаре и Крастово. След залавянето му е освободен от Пловдивския кадия, след което се заселва в Тополи дол и се жени за хубавата Нона от Блатница. Заради старите прегрешения на Индже и Маринко, незабравилите турци го залавят и обесват в Пловдив. |
| Иринка войвода (неизв.) – името и се помни от една народна песен. |
| Исмаил Марков (неизв.) – помак, споменат в турски документ от 1720 г., роден в село Пашевики се подвизавал в Родопите и Беломорска Тракия. |
| Ичо войвода (неизв.) – родом е от село Угърчин. |

### Й
| Йереско Петров (1610 – неизв.) – един от вехтите хайдути. Четник в дружината на Петре Дундар, и е родом от село Спростране, действала в Битилско в годините между 1630 и 1640 г. |
| Йерушим войвода (неизв.) – един от вехтите войводи, действал в края на XVI и началото на XVII век. Представен е в народна песен като водач на голяма чета от триста души. |
| Йованчо войвода (неизв.) – четата му действала в Врачанско и Врачанския Балкан в средата на XVIII век. |
| Йовчо Трайков (ок. 1610 – 1836) – родом от село Вардино и четник в дружината на Петре Дундар дйствала в Битолско. Заловен е и осъден на смърт от Битолския шериатски съд, заради нападение на търговеца Хаджи Хасан. |
| Йончо Ракелин (неизв.) – козар, роден в село Дражул. Кротък и добър човек е наклеветен и осъден от Самоковския паша Исин бей на 468 тояги на голо, за което той хваща гората. При появилия се удобен случай се разплаща с бея. |
| Йорго Мургов (ок. 1620 – неизв.) – родом от село Оморани и действал след 1640 г. |
| Йордан Стоянов (ок. 1845 – неизв.) – племенник на Георги Раковски. Роден е в Котел и е емигрант във Влашко. Заедно със Стоян Кулаксъзов през 1873 г. събират малка чета за да осъществят идеалите на Раковски. При Галац преминават Дунава и през Добруджа отиват в Котленския Балкан. Турците постоянно пращат потери подир двадесет и петте хайдути. При преминаването на билото на планината в посока към Сърбия при връх Мургаш четата е разбита, а четниците са избити. |

### К
| Калеш Димко (неизв.) – действал в Македония и е възпят в народна песен. |
| Кондю Делидимоолу (между 1835 и 1836 – между 1874 и 1875) – роден е в Котленско и Захарий Стоянов го определя в „Записки по българските въстания“ за свой учител. Загинал в редовете на Херцеговските въстаници. |
| Калин войвода (неизв.) – родом е от Котленско и действал там и в Сливенско. Възпят е в народна песен. |
| Калин войвода (неизв.) – родом от Горноджумайско и се знае от народни песни. |
| Калина войвода (неизв.) – знае се от народни песни в Котленско и Сливенско. |
| Калина войвода (неизв.) – знае се благодарение на устата на народен певец. Действала в Осогово, Огражден, Рила, Пирин и Конявската планина. |
| Калинка войвода (неизв.) – била хазнатар (касиер) на дружина подвизавала се Сливенско и Котленско, и възпята в песен от този край. |
| Калинка войвода (неизв.) – името и се знае от хайдушки песни от Шуменско. |
| Калифер войвода (неизв.) – хайдушки войвода, за който легендите твърдят, че е дал името си и заедно с неговите четници са основали град Калофер. |
| Калчо войвода (ок. 1800 – неизв.) – родом от махала Марно поле и хайдутувал през 30-те години на XIX век. |
| Капитан Петко Найденов (ок. 1800 – 1830) – родом е от Гложене, Заради свободолюбието си е преследван от турците и емигрира във Влашко. Там се включва в Руско турската война, в която проявява храброст. След края и не се оттегля с руските войски, а води самостоятелна бойна чета. През 1830 г. е заловен и посечен в Пловдив. |
| Капитан Пройо (между 1830 и 1835 – неизв.) – родом е от Воденско. Предвожда дълго време чета в средата на XVIII век в този край. |
| Кара Ангел войвода (неизв.) – хайдутувал в Котленско и е известен от една народна песен. |
| Карабаджак Хайдут (Беню Първанов Пантелеев) (1820 – след 1878) – родом от Лом и е участник в четата на Цеко войвода, Първа българска легия и Освободителната война. |
| Кара Богдан войвода (неизв.) – роден е в Габровско и е действал там. С него хайдутин Йончо Бързака по произход от грънчарската махала в Габрово. Името му се знае от народни песни от този край. |
| Кара Богдан войвода (неизв.) – името му е записано от народния певец от Охридско. |
| Кара Георги войвода (неизв.) – четник на Манол войвода от Сливенско. |
| Кара Георги войвода (ок. 1842 – неизв.) – родом е от Ново село. Около 1869 г. се появява с малка дружина в района на Девебаир и Осогово. |
| Кара Димитър войвода (ок. 1740 – неизв.) – произхожда от стар Карнобатски род и е хайдутувал след 1765 – 1770 г. в Карнобатския край. |
| Кара Добри войвода (неизв.) – един е от вехтите войводи, родом от Търновските села. Кръстосвал е Еленския и Сливенския Балкан, стига и до Бакаджиците, Светиикийските възвишения и Странджа планина с малката си чета. |
| Кара Добри войвода (ок. 1820 – 1848) – роденият в Ямбол хайдутин от 1844 до 1848 г. действа в Дедегачко, а по-сетне се подвизава в Сакара, Бакаджиците и Сливенския Балкан. Води битки и извършва низ от подвизи срещу прочутите изедници Ариф Мехмедоглу от Одрин и Джамал Дерменджи. Става прочут със спасяването на една мома от похитилите я турци. През 1848 г. става голяма битка при Абланово, където войводата е ранен, заловен и обесен в Сливен. |
| Кара Добри войвода (неизв.) – родом е от Търново и се движил с хората си в Търновско, Габровско и Еленско. |
| Кара Иван войвода (между 1810 и 1815 – неизв.) – роден е във Варна и е върлувал във Варненско и Добруджанските гори. |
| Кара Иван и дъщеря му Мария (неизв.) – турци изнасилват жена му, която получава от страх умствено разтройство и е отведена в Кукленския манастир, където почива. Двамата с малката Мария стават хайдути и мъстят сами в района на Родопите и Тракия. Историята на това семейство лежи в основата на сценария на „Козият рог“. |
| Кара Колю (ок. 1770 – 1821) – байрактар на Индже войвода, роден в Омарчево и е описан от Георги Раковски, който се познавал с брат му. Турци насилили сестра му и той хайдутува самостоятелно от 1790 до 1792 г., когато става четник на Индже. Силен, безстрашен и отличен стрелец с тази чета участва в Странджанската буна (Равногорска). Върлували в Източна Стара планина, Бакаджиците Сакар, Странджа, Лозенградско и Одринско. При опит за залавянето му успява на преплува Марица и скоро отново е сред юнаците. Известно време Кара Колю е в помощ на въстаналите Сърбия и Румъния, където загива, пронизан с щик.                                                                                      |
| Кара Мозак (неизв.) – за него се знае, че е роден в Кара Арнаут. |
| Кара Съби (ок. 1770 – ок. 1825) Роден е в Сливен и става четник за известно време при братята Бунарджи Минчоолар. След убийството по погрешка на по-малкия брат при Керемидената къшла в района на Сините камъни четата се разтурва и той повежда самостоятелна дружина. Байрактари са му Добри и Трифон. Подвизава се с четата си в Сливенско, Ямболско, Стара планина, Сърнена Средна гора, Бакаджиците и Сакар. Подпомагал е Есерлийския султан в междуособиците му с официалните турски власти, който от своя страна го подсигурявал с храна, оръжие и понякога го укривал. Турчина обаче бил неблагодарен и убива хайдутина, за който иначе населението, в района където действа е съхранило добри спомени. |
| Кара Танас (ок. 1770 – 1856) – родом е от село Катуница. В началото е бил кърджалия, но в началото на XIX век става хайдутин. |
| Караджа Хайдут (ок. 1610 – неизв.) – родом е от село Долно Димиянци, Битолско около 1610 г. Заедно с четата на Петре Дундар в годините мажду 1630 и 1640. |
| Караджа войвода (края на XVIII век – неизв.) – родом е от според различните източници в село Давидково, Ситово или Лилково. Малко данни са известни от легендите за него. Действа с четата си в годините 1802 – 1803. Загива в сражение с турци край село Куклен. |
| Караджа Димитър (между 1842 и 1843 – 1900) – родом е от град Крушево. На една година вече е сирак, защото турци убиват майка му и баща му. |
| Каракаш Йован Папазоглу (ок. 1865 – неизв.) – роден е в село Невеска и предвожда чета от двадесет и пет души в този край. |
| Караоглу Иван (началото на XIX век – неизв.) – родом от Сливен и е хайдутувал в този край около 1680 г., като в четата е била и дъщеря му. |
| Петър Карпош войвода (неизв. – 1689) – роден е в село Войник и е воювал през XVIII век. Предвожда Карпошевското въстание. |
| Кира хайдутка (ок. 1610 – неизв.) – родена е в село Цапари сестра и е на Ило хайдутин и участва в четата на Петре Дундар между 30-те и 40-те години на XVII век. |
| Кирьо войвода (Кирьо Генчев Кърджиев) (ок. 1820 – 1890) – родом е от село Розово. Започва бунтовна дейност през 1854 г. в Казанлъшко заедно с кумеца си Георги Кисоолу. Четата му била малка – три или четири души и излизала пролетно време около височината Голям байрак в околностите на селото. Стар вече за тази работа в годините малко преди Освобождението той прекратява хайдутлука. |
| Кирчо войвода (между 1825 и 1828 – неизв.) – роден в Струмишко, подвизавал се е в Беласица, Огражден и Круша планина. |
| Киро Пазарджиклийчето (неизв.) – роден е в Пазарджишко и е бил предаден от свой роднина. |
| Койо Дзъната (неизв.) – родом от село Енина и се подвизавал в Казанлъшкия Балкан. Нападал кервани и пощенски коли, а заграбеното дарявал на сиромасите. |
| Коле войвода (между 1820 и 1825 – неизв.) – от село Голямо Белово по времето на Кримската война води дружина в Западните Родопи. |
| Колю Брадата (неизв.) – родом е от село Драгоданово, действал в Сливенския Балкан в началото на XIX век. |
| Колю Пантата (ок. 1845 – неизв.) – родом от село Турия, подвизавал се в Сърнена Средна гора и се познавал с Добри войвода. Загива при опит да мине в Сърбия. |
| Колю Видин (1837 – 31 януари 1900) – роден е в село Врачеш в семейството на известната в Орханийско знахарка Вида Ралчовска и заможния и родолюбив Цочо Ралчовски. През 1857 г. събира малка чета и започва хайдушка дейност в Стара планина около връх Мургаш. Скоро обаче разпуска хората си, поради разколебаването на някои от тях заради голямата награда обещана от турските власти. Останал сам Колю се прибира в къщи, а майка му чрез лекувани от нея турци го препраща в във Видин. Там се укрива около година, но е заловен и затворен във Видинската ктепост. Бърз и силен успява да избяга, но отново е заловен и пратен в Шуменския затвор, където посреща Освобождението.                         |
| Колю Добруджалията (неизв.) – родом е от Трявна или Тревненските колиби. Хайдутува в средата на XVIII век в Добруджа, откъдето идва и прозвището му. |
| Конда (Кондо) войвода (между 1773 и 1774 – 1807) – роден е в Сливен, а според други сведения в село Вишени. Около 1796 г. влиза в чертата на Индже войвода. През 1804 г. отива при Али Гушанц и е назначен за бюлюкбашия в Белградската крепост. През 1805 г. минава на страната на Осман Пазвантоглу заедно с конния си отряд и става началник на кавалерията му и негов съветник. Това съдружие не трае дълго и през 1806 г., заедно с Хайдут Велко се присъединява към Сръбските въстаници на Кара Георги. |
| Корчо Сарайлията (ок. 1820 – неизв.) – води своя дружина в Македонските планини, а през 1848 г. се присъединява към четата на Илю войвода. |
| Корчо войвода (ок. 1560 – 1610) – родом е от Струмица или селата около нея. Имал е отлично въоръжена и дисциплинирана чета, която била конна. Покрива с нея голям район – от Огражден и Беласица до Бяло море, Места и Вардара. С хората си действал мълниеносно дори във Воденско, Мъгленско и по Дурла Планина и Паяк Кожух. Загива в сражение с турски низами и башибозук. Известен е с наказването на Дестан бей след дръзко нападение при Струмица. |
| Коснстантин войвода (между 1840 и 1845 – неизв.) – родом от Щип и шета с мака чета около Царево село през 1869 г. |
| Косан хайдутин (неизв.) – хайдутувал в Софийско около 1830 г. и е споменат в една народна песен от този край. |
| Косан войвода (неизв.) – един от вехтите войводи, а името му е запазено в песните на народа. |
| Коста войвода (неизв.) – родом е от Монтанско и води малка чета в Северозападния Балкан. Известно време има съвместна дейност с Панайот Хитов. |
| Коста войвода (ок. 1840 – неизв.) – роден е в Ямбол, а през 1856 г. се преселва с баща си в Северна Добруджа и започва работа в Кюстенджа. Заради турски золуми и неправди зарязва мирния живот и през 1864 г. върлува в Странджа, Бакаджиците, Сакар и Светиилийските възвишения. през 1867 г. отново е в Добруджа с малка чета от шест до петнадесет души и води много сражения, в които нееднократно бива раняван. След тези прояви се завръща във Влашко и се присъединява към хъшовете. |
| Коста Жеков (90-те години на XVIII век – неизв.) – родом е от село Сталево и броди из горите на Родопите в първото десетилетие на XIX век. |
| Коста Радичев Дюлгерина (ок. 1815 – неизв.) – роден е в село Горски извор и първоначално действа поединично в Родопските гори. Между 1845 и 1846 вече е четник при Ангел войвода. Към 1847 – 1848 г. се оттегля в Хилендарския манастир. |
| Костин войвода (неизв.) – родом е от Тетевенско и действал в този район. Като закрилник на народа и извършил много добрини, в негова чест хората нарекли реката си Костина (лобното място на Георги Бенковски), а също така и Костина махала. |
| Кочо Куклич войвода (между 1840 и 1845 – неизв.) – родом е от село Горни Порой и бил оженен в село Равна. Заради турските безчинства става хайдутин през 1870 г. Събира дружина с байрактар неговият племенник и върлуват в Беласица, Боздаг, Круша планина и около Бутковското и Дойранското езера. Съвместно с Иванчо Атанасов събират многобройна чета и след като водили общи действия я разделят и продължават самостоятелно. |
| Кочо Лютата (Кочо Георгиев Лютов) (1836 – 11 юни 1918) – български хайдутин и революционер, участник в Кресненско-Разложкото въстание, Македоно-одринското опълчение и Солунските атентати. |
| Крайчо Самоходов (между 1838 и 1840 – 1900) – родом е от Панагюрище и хайдутувал из Средна гора през 60-те години на XIX век. Деен участник е в Априлското въстание. |
| Кральо войвода (неизв.) – оставя име на юначен закрилник, воювал в Източните Родопи през XVII век. |
| Кръстьо Пиперката (неизв.) – родом е от село Попинци и се подвизава с малка чета в Средна гора. |
| Кузман (Капитан) Караман (ок. 1770 – 30-те години на XIX век.) – влиза в много народни песни, както и в поемата „Сердарят“ на Григор Пърличев. |
| Кузман войвода (неизв.) – родом е от Сливен и е действал в Сливенския Балкан. По-късно разширява района и вече задружно с Дамян войвода прочистват Котленско и Новозагорско. |
| Кара Димо (неизв.) – роден е в Панагюрище и се движил из Средна гора. |
| Куко войвода (неизв.) – действа с дружина след 1850 г. в планината Боздаг. Макар и да не е точно известно, явно е откърмен от българска майка. Когато бива ранен в едно сражение с турци при Зъхна се укрива в една пещера, но бива предаден от монасите в манастира на Подромос. Завършва живота си като затворник на остров край Митилини. |
| Кунчо стар хайдутин (неизв.) – роден в Копривщица или Карлово и живял през XVIII век. Води неравна борба с Отоманската империя заради отвлечената си за потурчване сестра от някой си Назъра. Неговият син прави опит да я спаси, но е убит. Кунчо отмъщава на турчина за тези дела, но не се завръща у дома а хваща Балкана. Кога сам, кога с другари броди из Средна гора и Стара планина. |
| Курте байрактар (Вълко Янчев) (1820 или 1822 – 1868 или 1869 г.) – родом от Кортен е почут хайдутин и байрактар на четите на Димитър Калъчлията и Георги Трънкин и техен заместник. |
| Куртули войвода (неизв.) – през 1690 г. заедно с Милко войвода минават от Влашко и започват бойни действия в Северна България. При сражение четата бързо губи битка и на двамата, след като са пленени им биват отсечени главите. |
| Кусан (Станко) войвода (неизв.) – един от последните защитници на Второто българско царство и почти първият хайдутин. Участва в защитата на Ловешката крепост и след падането и води чета дълги години в Стара планина. |
| Кучук Стоян (неизв.) – за него се знае само, че е от село Чанакчий. |
| Кърджил войвода (неизв.) – родом е от село Розово и се бие сам или с с четата на Митю Джалазът. |

### Л
| Лало (Лалуш) войвода (неизв.) – един от вехтите войводи и ако се съди по употребяваните от него копия и стрели, наред с огнестрелното оръжие е действал в края на XVI или началото на XVII век. |
| Лалуш войвода (неизв.) – роден е в Щипско и бил е сестрин син на Чавдар войвода. Подвизавал се е в Кожух планина. Когато Чавдар войвода бил пленен, Лалуш смело нападнал турците и го освободил. За това е възпят в народни песни. |
| Лало войвода (между 1750 и 1755 – неизв.) – роден е в село Душанци и става хайдутин защото неговата сестра се самоубила за да спаси вярата и женската си чест от поругаване. Лало събира чета и мъсти в Средногорието и Тетевенския Балкан. |
| Лалчо (Лалуш) войвода (неизв.) – може би през края на XVI или началото на XVII век е действал с Чавдар войвода. В народни песни е описван като „прескачаше стените на Софийската крепост“ и „със зъби синджир късаше“. |
| Лапавицата (неизв.) – подвизавал се в Пазарджишко по времето на Кримската война. |
| Латин войвода (Щерю Латин) (неизв.) – действал е в Сливенско и е известен от една народна песен от този край. |
| Лозан хайдутин (неизв.) – един от вехтите войводи и се подвизавал през XVI – XVII век. |
| Лошан войвода (ок. 1610 – 1644) – родом е от село Магарево с дружина действал в Македонските планини и Битолско в продължение близо 40 години. Бил е в четата на Петре Дундар. Когато му дошло до гуша хайдутуванато се предава на турските власти, но след застъпването на свои съселяни, влиятелни българи и турци е освободен. Става малторзбашия, но скоро пак събира дружина от тридесет души и извършва дръзки нападения в Солунско и Битолско. |

### М
| Макавей войвода (ок. 1770 – неизв.) – родом е от Жеравна, бранил населението от кърджалиите в края на столетието. |
| Маламка войвода (неизв.) – за нея се знае от една старинна песен. |
| Мангър войвода (неизв.) – роден е в Копривщица и мъсти с дружина в Средногорието. |
| Манол войвода (неизв.) – за него се знае от една народна песен от Карнобатско. Подвизава се в Сърнена Средна гора и Черноморието. |
| Манол войвода (неизв.) – знае се от песен от Котленско и действа в този край и Сливенско. |
| Мартин войвода (Индже Маринко) (Марин Иванов Русинов) (ок. 1835 – неизв.) – родом е от село Яхларе. През есента на 1835 г. се включва в четата на Бейко войвода едва седемнадесет годишен. Върлували в Пловдивско и Пазарджишко, като правели набези и в Тракия и стигали чак до Цариград. Станал войвода на самостоятелна чета и водил битки с турски и арнаутски противочети. Заловен е с измама и е обесен на стария мост на река Марица. |
| Манол Наков (ок. 1830 – края на XIX век) – заедно с Христо Македонски излизат през 1850 г. и се включват в четата на Стоимен войвода. По-късно тази дружина се присъединява към Илю войвода. През 1862 г. влиза в Легията на Раковски, след разпускането на която е хъш във Влашко. През 1876 г. взима участие в Сръбско Турската война, а през 1877 г. е опълченец. |
| Мануш войвода (средата на XVI век – неизв.) – родом е от село Гега води борба към края на XVI и началото на XVII век. Легендарната му дейност се простира в Рила, Пирин, Али Ботуш, Беласица, Огражден, Осогово, Круша планина и Шар планина. С четата си посещават Стара планина, Средна гора, Бакаджиците, Сакара и Странджата. |
| Манчо Пунин (неизв.) – родом е от село Бистрилица Има малка дружина в Берковско. През 1850 г. предвожда въстаниците Северозападна България. |
| Минчо войвода (неизв.) – Родом е от Ново село подвизавал се е в Централния Балкан и е възпят в една народна песен. |
| Маньо Кършака войвода (1780-те – 1820) – като млад аргатува при Тревненския чорбаджия, Генко Кънчев. Когато започнали да прииждат кърджалиите Генко събира силна дружина от слугите си и други тревненци. Построява и в махала Иринеци бранителна кула, но въпреки това не успява да задържи позакъснелите навлеци. След съсипването на Трявна обаче ги сгащва и ги разбива. Отличилият се в тази битка Маньо бива определен за войвода. Чорбаджи Генко обаче се сдружава с русенския валия Тръстеникооглу и двамата започват да ограбват раята. Решилият да търси отмъщение Кършак бива заловен и убит по пътя за Търново. |
| Маньо Марков (ок. 1820 – неизв.) – родом е от Тиквеш и бил по професия касапин. Някакъв турчин си взима месо и не рачи на плати. Тогава разярения Маньо съсича ръката му със сатъра си. За тази си постъпка е вкаран в кауша, но е освободен от брат си Христо и други другари. Та така касапина става хайдутин и предводител на чета. След хайдутуване близо двадесет години с тази чета тя се слива с дружината на Филип Тотю. |
| Марин Русинов войвода (1820 – неизв.) – роден е в село Драгомир Подвизавал се в Пазарджишко с малка чета между 1840 и 1860 г. |
| Мария хайдутка (неизв.) – действали са със своя баща Кара Иван обикновено сами или с малка чета в Родопите. За тях са направени един филм и балет. (Козият рог) |
| Мариам войвода (неизв.) – върлувала е във Видинско и Западна Стара планина. За нея има песен от Видин, датирана от XIX век. |
| Марко и Колю войводи (неизв.) – двама братя родени в село Сакулица около 1815 г. и действали през 40-те години на века. |
| Мартин войвода (неизв.) – за него се знае, че заедно с Радо и Стойко войводи нападат през 1714 г. и убиват Сливенския паша. |
| Поп Мартин войвода (неизв.) – според едни сведения е от село Батин, а според други е от Русе. За него безброй легенди предания казват как имал хубава попадия, която Русенския паша отвлякъл с измама. Тогава отеца се присъединява към четата на Вълчан войвода и с нея обикаля Русенско. Беленско Търновско, Еленско, Котленско, Сливенско, Новизагорско, Ямболско, Каваклийско, Лозенградско и Одринско. При акция около Разград хайдутите причакват пашата и го убиват заедно с невярната съпруга на отеца. След тези години се отделя със самостоятелна чета, на която по-късно предава войводството на Рада Барачина. Има запазени легенди от много краища на България, които са пълни със сказания за несметните богатства на попа. |
| Матея Лудов (неизв.) – е от село Копривщица и български комита и водач на хайдушка чета, подвизавала се в района на Средна гора и Стара планина, Одринско и Беломорието. |
| Матей Петров Преображенски (Моно Петров Сеизмонов) (1828 – 01 март 1875) – отец Матей Преображенски-Миткалото, наричан от народа още Очматей или Очката, е български възрожденец, монах, просветител и националреволюционер. Член на Вътрешната революционна организация. Приятел и довереник на Васил Левски. Прозвището Миткалото идва от глагола „миткам“ („скитам“). |
| Матю Никола (ок. 1540 – неизв.) – родом от село Пешани и е един от вехтите войводи, действал в Македонските планини с дружината си около 1565 година. |
| Милен хайдут (неизв.) – за него се знае от една песен от Радомир. |
| Миленко войвода (неизв.) – родом е от село Извор имал чета от десет души и се подвизавал в Колош планина. |
| Милко войвода (неизв.) – преминават Дунава заедно с побратима си Куртули войвода и отиват във Влашко, със събраната чета отпочват борба, която губят. Турски аскер подпомаган от турското население разбива четата, каро избива четниците, а на двамата и водачи отрязва главите. |
| Милош войвода (неизв.) – името му е съхранено от народни песни от Шуменско. |
| Милю войвода (неизв.) – от село Каменица и се подвизавал в Родопите и най-често около връх Алабак. |
| Минко Диков (Черкешкийчето) (ок. 1830 – 1859) – роден е в село Черкешлии и хайдутувал с Димитър Калъчлията, след залавянето на когото повежда самостоятелна дружина в Сливенско и Новозагорско, където и намира смъртта си. В тази чета участват Колю и Димитър Петкови от село Кадъкьой и Георги и Курти Чочеви от Черкешлии. |
| Минчо войвода (неизв.) – подвизавал се е около средата на XVIII век в Бековския Балкан, което се знае от една народна песен. |
| Минчо войвода (неизв.) – роден е в Ново село и е действал в Троянския и Калоферския Балкан, свърталището му било Марагидик, Бил изкусен гайдар, огласящ хорото на дружината сред вековните Балкански букаци. |
| Мануш войвода (неизв.) – в края на XVIII и началото на XIX век действа в Белоградчишко, Видинско и Кулско. Заловен е от турците и е набит на кол. |
| Мирчо войвода (неизв.) – един от вехтите войводи, воювали непосредствено след падането на България под турско робство в началото на XVI век. Той и хората му са споменавани в народни песни от Сливенско, където се подвизавала четата му. |
| Мирчо войвода (Мирчо Колев Мирчев) (ок. 1760 – неизв.) – родом е от Вишовград и заедно с Узун Пенко хайдутували. Посрещнал бея на Бяла Черква, Павликени и Вишовград, когато оня опитал да отвлече булката му и ги отблъснал. След тази история отвежда жена си и малките им деца в Търново при братовчеда си Кочо Кмета и с около двадесет и пет души правят чета. С тая дружина действа в Севлиевско, Габровско, Дряновско и Търновско. Мирчо войвода става особено безпощаден и истинско страшилище за турци и кърджалии, след като жена му и една от дъщерите му са убити, а друго от децата му е отвлечено. След време той повторно се жени, но е убит от подкупения си доведен син край родното си село.                             |
| Митре Николов (ок. 1815 – неизв.) – родом е от село Бистрица. В средата на XIX век за да натъкми дружина с всичко необходимо задига стадото на богат турчин и го продава в село Паланка. Събраната дружина е едва от пет до шест души. Въпреки това вършела добра работа в Македонските планини, от Овчеполието до река Вардар. След време четата му се присъединява към тази на Румена войвода. |
| Митре Николов (между 1610 и 1615 – 1639) – укривател на хайдути, родом от село Гявато. При опит от турска страна за залавяне на неговия приятел Белчо, той вдига съселяните си да го бранят. В тази схватка Белчо е убит а Митре е заловен, осъден от шериатския съд и ликвидиран. |
| Митю войвода (Митю Митев Матръша) (неизв.) – роден е в село Черкешлии. Действа в края на XVIII и началото на XIX век в Сливенско начело на малка чета. |
| Митьо Джалазът (ок. 1845 – неизв.) – родом от село Турия и действал в Сърнена Средна гора и Казанлъшко с дружина от трима или четирима души. Другари по оръжие му били Иван Донкоолу и Кърджил войвода, като държал връзка с Добри войвода когато бил по тези места. |
| Мицко войвода (неизв.) – заловен е жив, след като жена му го предава. Успял да избяга, събира малка дружина улавя невярната си жена, намазва я с катран, обесил я и я запалил. |
| Михо Тръпко (неизв.) – прочул се като Петре войвода от село Лесковец. |
| Младен хайдутин (неизв.) – действал е с дружината на Раковски в Котленско по време на Кримската война. |
| Младен войвода (неизв.) – родом е от Елена и е четник при Радой войвода от Бяла. След смъртта на войводата той поема четата му, която водил до края на XVIII век. С тази дружина броди из Беленско, Търновско, Севлиевско и Горнооряховско. |
| Младен войвода (неизв.) – подвизавал се в Калоферския и Троянския Балкан. |
| Младенчо войвода (неизв.) – хайдутувал около 1830-та година. |
| Миладинчо войвода (неизв.) – за него се знае, че хайдутувал в Ямболско. |
| Момчил юнак (неизв.) – действал е с малка дружина в Силистренско. |
| Моньо войвода (между 1770 и 1775 – неизв.) – родом е от Сливенско или околните села. Първоначално най-вероятно е бил кърджалия. Това, че бил другар на Индже войвода и негов другар по оръжие утвърждава защо е станал хайдутин и войвода. Действа със своя дружина в Сливенско, Ямболско, Тополовградско, Лозенградско и Одринско. Посещавал е и Стара планина, Бакаджиците, Сакар, Странджа и Тракия. Моньо войвода е участвал и в Странджанската буна. |
| Мангър войвода (неизв.) – роден е в село Копривяица и правил пусии в Средна гора с хайдушката си дружина. |
| Манол войвода (неизв.) – изглежда е бил от Котленско, но не се знае защо се е подвизавал в Средна гора, пък за него се пее в една песен от село Бъта. |
| Марин Русинов Инджето (неизв.) – родом е от село Яхларе. Върлувал е в Средна гора между 1840 и 1860 г. Наплашил е турците понеже унищожил много потери. Заловен бил жив чрез предателство и обесен в Пловдив. |
| Минуш войвода (неизв.) – в една народна песен от Белоградчишко от началото на XIX век. Действа в Белоградчишко, Кулско и Видинско в края на XVIII и началото на XIX век. След залавянето му е набит на кол от Видинския паша. |
| Мурджо войвода (неизв.) – действал като войвода в около Мургаш в Стара планина и Средна гора. В село Бъта има песен за него. |

### Н
| Найден Атанасов Факира (ок. 1840 – неизв.) – роден в село Заселе хайдутин. |
| Нанко войвода (XVII век – неизв.) – един от вехтите войводи. Подвизава се във втората половина на века в Разградско и Тутраканско. |
| Нано хайдутин (неизв.) – за него се знае от народни песни от Котленско и Сливенско, а също и че е се проявявал в края на XVII и началото на XVIII век. |
| Наню хайдутин (неизв.) – действал е в Странджа планина. |
| Неда войвода (неизв.) – тя се знае от народни песни от Сливенско и Котленско. |
| Недко войвода (неизв.) – бил е в четите на Кузман и Дамян войводи, като по някое време ги спасява от плен. |
| Неделчо хайдутин (неизв.) – действал е в 30-те години на XIX век. |
| Неделчо Чолака (неизв.) – бил е родом от Сливен и върлувал в Сливенския Балкан. За него се знае от народни песни. |
| Неделю Дамянов (края на XVII век – неизв.) – родом е от село Баня. |
| Недка войвода (неизв.) – хайдушка предводителка от XVIII век. Знае се от хайдушки песни от Котленско и Сливанско, поради което може да се приеме че е от този край. Има вероятност да се е подвизавала с дружината си и в Дряновско, където я знаят като Бяла Неда.             |
| Недка войвода (неизв.) – родом е от Софийско. Имала малко детенце, но турските насилия я принудили да хване гората. Какво е станало с рожбата и не се знае, но някои се съмняват дали сама не го е убила. Става един от най-смелите хайдути и помага на Кузман и Дамян войвода. |
| Ненко войвода (неизв.) – бил е от Троян или Троянско. Бил е овчар, но турските золуми го карат да събере малка чета и води борба в Троянския Балкан. |
| Ненчо войвода (неизв.) – бил е от Карнобат и хайдутувал в Сърнена Средна гора, където доживява до Освобождението. |
| Ненчо войвода (неизв.) – предвожда хайдушка чета в Троянския Балкан около края на XVIII и началото на XIX век. |
| Ненчо войвода (неизв.) – хайдутувал в края на XVIII век самостоятелно, а по-сетне при Велко войвода в Габровско и Търновско. |
| Ненчо войвода (неизв.) – действал в Сливенския Балкан и се знае от песните на преселници в Бесарабия. |
| Ненчо войвода (началото на XIX век – неизв.) – родом е от колиби Делиджеците и действал с дружината си в Габровско и Търновско. |
| Никле войвода – Харамбашията (между 1632 и 1635 – 21 септември 1662 г.) – родом е от село Буково и е войвода на малка чета в Битолско. |
| Никола Тодоров Атмаджов (1659 – 1749) – роден е в село Баня. Има известни съмнения дали това не е прочутият байрактар на Страхил войвода. |
| Никола Ильов Кацаров (неизв.) – ром е от село Душанци и се подвизавал в Средна гора, Козница и Стара планина. |
| Новак войвода (неизв.) – родом от село Мечка или Петрич и е действал в Средногорието. |
| Никола Аджема (ок. 1830 – 1863) – хайдушки войвода от град Сливен и е участник в хайдушкото движение съвместно с четите на Георги Трънкин и Панайот Хитов. |
| Никола войвода (неизв.) – в самото начало е бил байрактар на Стоян войвода и е споменат в народни песни от Котленско. |
| Никола войвода (неизв.) – за него се знае. че е от Чирпан. Действал е в Сърнена Средна гора из Средна Стара планина. |
| Никола Даич (между 1615 и 1620 – неизв.) – ок. 1650 е хайдутувал в Битилско. |
| Никола Делиспасов (ок. 1840 – неизв.) – роден в Калофер, а в Мала Азия бил с Лефтер войвода. После с Добри войвода. След смъртта на войводата е заловен от турците, съден и обесен в Пловдив.                                                                                   |
| Никола Манчев (ок. 1840 – неизв.) – родом е от Сливен и през 1865 г. бил четник на Стоян Папазов. |
| Никола Палавунчето (неизв.) – родом е от Малко Търново. |
| Никола Ильов Кацаров (неизв.) – броди из дебрите на Странджата и е имал за другари Вълчо Ефенджийчето и Хайдут Магриета от Мегалово. |
| Нино Камбера (неизв.) – родом от Кюстендилско хайдутина се подвизавал с малка дружина в Осогово. |
| Новак войвода (неизв.) – един от вехтите войводи е и се поменава в хайдушки и народни песни. |
| Ненчо войвода (неизв.) – един от вехтите войводи. |

### О
| Орчо войвода (1829 – 5 октомври 1911) – участник в Априлското и Кресненско-Разложкото въстание. |

### П
| Павел Бакич (неизв.) – един от вехтите войводи от Тракия. Около 1529 г. името му се появява в редовете на християнските войни в битките при Виена. |
| Петко Гельов (неизв.) – един от вехтите войводи, действал в Софийско в началото на XVII век. |
| Петре войвода (неизв.) – родом е от село Чепинци и закрилял населението в родният си край. Взел участие във войните на Турция с Полша, Австрия, Венеция и Русия през 1683 г., на страната на християнските войни, като се отличил с храброст. Заловен е от турците през 1709 г., съден и най-вероятно убит. |
| Петре войвода (Петре Тръпката) (неизв.) – роден е в село Лесновец и действал в Македонските планини. Заловен и съден от турците през 1633 г. завършва живота си на турска галера като гребец. |
| Петко Найденов (ок. 1810 – неизв.) – родом е от село Гложене и забягнал във Влашко заради притесненията, на които е подложен. Взима участие в Руско-турската война 1828 – 1829 г. След подписването на мирният договор продължава революционната си дейност, но е заловен и посечен. |
| Първо Генков (неизв. – 1867) – бил хайдутин в дружината на Петко Петков и загинал с войводата. |
| Петре Дундар (неизв.) – роден е в битолското село Беранци. Става хайдутин, войвода на чета от 44 души, която действа в Леринско. |
| Пано Кършеков (ок. 1760 – 1800) – неговият стар, македонски род се преселва в село Мечка през XVI век. Към 1780 г. турци се опитват да отвлекат годеницата му Лула, а на него да му видят сметката. При тези обстоятелства Лула се самоотравя, а Пано става хайдутин и избива много турци. Подвизавал се е в района на родното си село и около връх Разслатица. Напада турска бранителна кула, която пази пътя Мечка – Панагюрище и в това сражение е убит. |
| Папазоглу хайдутин (неизв.) – роден в Сливен. Предвожда голяма дружина в Сливенския и Котленския Балкан през 1714 г. След преследване със сила си пробива път до Дунава при Оряхово и заживява във Влашко. |
| Паскал хайдут (между 1835 и 1840 – 1863) – роден е в село Глушник, изпървом ятак, а после и четник на Панайот Хитов. Заловен е от турците и издъхва в мъки в Сливенската тъмница. |
| Паяк хайдутин (неизв.) – според предание от Баташко бил брат на Страхил войвода и действал с четата си в Западните Родопи. |
| Пейдана (Пею) хайдутин (неизв.) – родом е от село Добревци и имал дружина от десет – дванадесет души от селата Добревци, Слатина и Стояновци. Бил голям юнак и хайдутувал близо двадесет години. Когато позастарял, надхвърлил петдесетте си години се поддал на увещанията на турците и отишъл при тримата си синове Вълко, Йото и Драган да живее в село Фурен. Бил издебнат от турци и зверски убит. |
| Пена хайдутка (неизв.) – за нея се знае от запазена хубава народна песен от Търновско. |
| Пенка войвода (неизв.) – споменавана е в народни песни. |
| Пенка хайдутка (неизв.) – подвизавала се в Дряновско. |
| Пенка хайдутка (неизв.) – била е от Търновския край в воювала там, в Дряновско, Габровско и Севлиевско. |
| Пенко Райков (ок. 1820 – неизв.) – родом от Калофер и бродил сам или с малка дружина. През 1867 г. заедно с Христо Първанът и Атанас Танкоолу излезли в Калоферския Балкан. Голяма потеря разпръсква хайдутите при Ново нсело. Бил е отровен, след като е хвърлен в тъмницата. |
| Пеньо войвода (неизв.) – за него има песни от Шуменско. Може би е действал средата на XVIII век. |
| Пеньо Чернеолу войвода (Шипкалията) (ок. 1820 – между 1857 и 1860) – неговият род бил от Дрипчево, които по незнайни причини се преместил в село Шипка, където е роден войводата. Организира чета, която наброява четири – пет души във времето след 1840 г. С тази чета се подвизавал в Средна гора, Централния Балкан, Сакар планина, Източна Странджа, а понякога слизал до Одрин, Родосто и Цариград. Бил смел и справедлив, като заграбеното от богатите турци раздавал на сиромасите да си купят добитък и платят данъците. В ранните си години при него се е учил Филип Тотю. Войводата е убит след предателство. |
| Пенчо Пехливан (неизв.) – бил е от Панагюрище и хайдутувал между 1860 и 1870 г. |
| Петко Бадаръната (неизв.) – родом е от село Три кладенци и бил силен, безстрашен и храбър. Водил малка чета в Дунавската равнина и Стара планина. |
| Дели Пало войвода (ок. 1770 – неизв.) – бил як и здрав балканджия родом от Тетевен, милеещ за своите, които бранел от кърджалии и турски разбойници начело на хайдушка дружина. |
| Петко Найденов (края на XVIII век – ок. 1830) – родом от село Гложене и излиза хайдутин след 1820 г. Бил е предводител на малка чета, но подгонени емигрират във Влашко. Записва се доброволец в Руско Турската война 1828 – 1829 и получава чин капитан от руската армия. След оттеглянето на русите, няколкото войводи Капитан Петко, Бойчо войвода, капитан Георги Мамарчев и други решават да поведат бунт но начинанието е осуетено, а Петко Найденов е заловен и посечен в Плевен. |
| Петко Недялков (ок. 1605 – 1636) – родом от село Ракитница действа в Битолско с четата войводата Петре Дундар. Заловен е с някои от другарите си по оръжие по повод нападение срещу някой си Хаджи Хасан и осъден на смърт. |
| Петко Паликаря (втората половина XVIII век – неизв.) – заедно с брат си Грозьо Паликаря хайдутували в родния си Тревненски и Габровския Балкани около края на века или началото на XIX век. |
| Петра войвода (неизв.) – родом е от село Стрелча. Водела е малка чета, на която свърталището било около връх Влък. Като народна закрилница за нея се пеят песни и говорят легенди. |
| Петър Петков (неизв.) – един от тримата българи преминали Дунава през май 1867 г. с чета от петнадесет души, която трябвало да се свърже с Панйот Хитов, но е разбита а четниците изловени и избити поединично. |
| Пею Буюклията (1810 – 1896 ) – роден е около в с. Козасмоде, днешният квартал „Козарево“ в Твърдица. Заедно с Димитър Калъчлията участва в четата на Бойчо войвода. |
| Поп Димитър (ок. 1830 – 1890) – родом е от село Горна Рибница. Изоставя църковния олтар и хваща гората. С малката си чета се свързва с бъдещия войвода Кочо Лютата, който действат от 1856 г. почти до Освобождението. След това се включва в Крестненското въстание. Когато живее в град Дубница подпомагал преминаващите към Македония борци за свобода. |
| Поп Димитър (между 1535 и 1540 – неизв.) – родом е от село Градешница, служил със сабля и пушка, наместо с кадилница и евангелие между 1560 и 1579 г. |
| Поп Неделю Докузанов (неизв.) – родом е от Панагюрище и брани населението от кърджалиите. Действал в годините между 1790 и 1810. |
| Поп Стойко (Гяур имам) (ок. 1780 – неизв.) – родом от Елена, запопил се през 1806 г. Отбранявал родният си град от кърджалиите. Като хайдутин шета из Търновско и Еленско, като държал връзка с Вълчан войвода, Рада Барачкина и четата на поп Мартин. През 1821 г. участва сред заговорниците от Гръцката завера заедно със Стоян Михайлов, хаджи Йордан Брадата, хаджи Иван Кисьов и други. От Елена ходил в Букурещ за среща с княз Александър Ипсиланти за да получи инструкции за въстанието, след което дирите му се губят.                                                                                        |
| Панайот Хитов (11 ноември 1830 – 22 февруари 1918) – български хайдутин, национален революционер и четнически войвода. |
| Поп Харитон (Стефан Станчев Халачев) (1835 – 7 май 1876) – участник в Априлското въстание. Загива край Дряновския манастир. |
| Поп Яков (между 1535 и 1540 – неизв.) – родом е от село Старовосъс съселянина си Стоян водили малка чета около 1570 г. из Македонските планини. |
| Павел войвода (средата на XV век – неизв.) – родом от село Мечка. Броди с хайдушка дружина из Средногорските дебри в края на XV и началото на XVI век. |
| Павле войвода (ок. 1805 – 1841) – роден е в село Красново и хайдутувал между 1828 и 1841 г. в Средна гора. |
| Петко войвода (неизв.) – върлувал в Русенско, Беленско и Разградско през втората половина на XVIII век. Скривалище за презимуване и укритие ползвали в местността „Аязмото“ близо до село Каран Върбовка, запазено до наши дни. |
| Капитан Петко Войвода (6 декември 1844 – 7 февруари 1900) – български хайдушки войвода и революционер, посветил живота си на освобождението на беломорските българи и обединението им с България, защитник на Родопите, борил се за свободата на потиснатите в Османската империя. |
| Петко Лисков (неизв.) – родом от Панагюрище и воювал в Средна гора. |
| Петко Кехая (неизв.) – родом от Панагюрище заедно с Тодор Харбоглу и Гунчо Господинов в Стара планина. |
| Продан Атанасов (средата на XVII век – неизв.) – родом е от село Карбуница и водил чета около 1680 г. от седемдесет души в Битолско. |
| Пуйо войвода (неизв.) – хайдутува в Белоградчишко, като прави опит за въстание във Видинско. заловен е от турските душмани и е погубен във Видинската тъмница. |
| Пухтьо Войвода (неизв.) – роден е в Етрополе, а става хайдутин защото бейски син изнасилил дъщеря му около 1750 г. След като ликвидирал насилника действа няколко години и емигрира във Влашко. |
| Първан страшен хайдутин (неизв.) – споменат е от Народния певец. |
| Първо Трифонов (неизв.) – за него се знае, че е хайдутувал в Ломско. |

### Р
| Рада Барачкина (неизв.) – родом е от село Чолакова махала намираща се до село Леденик. На дванадесет години спасява детенце от удавяне, а на осемнадесет – възрастна бабка от пожар. Била лична мома, че даже агата на село Качица я искал за ханъма. Тогава Рада излиза да хайдутува при Вълчан войвода. Подвизава се от 1810 до 1820 г. Дали защото войводата се е оттеглил или защото е убит от Леденишкия бей Ахмедоглу, Рада Барачкина повежда четата в Търновско, Дряновско и Габровско. С нея бранят населението от кърджалии, турци и богати чорбаджии. |
| Рада войвода (ок. 1780 – неизв.) – родом е от село Крастово и водела дружина първоначално само с брат си, която после се разраства в борба срещу кърджалиите. |
| Рада войвода (неизв.) – подвизавала се в Сливенския Балкан през XVIII век и се помни от народни песни. |
| Радан Байрактар (неизв.) – роден е в Сопот и е бил неразделно байрактар на Калифер войвода, на когото сестра му става жена. |
| Радан войвода (неизв.) – бил е от Свищовско и действал в този край. |
| Радан войвода (неизв.) – легендарен войвода, отбранявал като последен защитник средновековния град Вратица по време на кампаниите на Османската империя по завладяването на българските земи през XIV век. |
| Радул войвода (неизв.) – върлувал около връх Мургаш с малка чета през XVIII век. |
| Радю войвода (неизв.) – роден е в село Радовене. Бил е дребен, набит човек, с черна коса и много як и силен. Действа в Западна Стара планина. |
| Райна хайдутка (неизв.) – изглежда е била от Сливенско и действала в този край. |
| Райчо войвода (неизв.) – действа между 1825 и 1830 г., за което е възпят в песни. |
| Ралчо войвода (мустакатия) (неизв.) – родом е от село Копривщица и е действал в Средна гора през XIX век. |
| Ранко страшен хайдутин (неизв.) – роден в село Белица или Якоруда. Един от вехтите войводи е, за когото се пеят песни от Пирин, Родопите и Рила, където е върлувал. |
| Рогльо войвода (неизв.) – действа с малка хайдушка чета по време на потурчването на българи в Родопите, понякога заедно със Страхил войвода. |
| Румена войвода (1829 – 1862 или 1895) – българска хайдутка, сред малкото жени-хайдути. |
| Руси Гълъбоолу (ок. 1800 – неизв.) – родом е от Ямбол и се подвизава през 30-те години на XIX век в Бакаджиците, Сакар, Странджа и Стара планина. |
| Русин Калийята войвода (неизв.) – родом е от Караорман. Стоял си в селото, без някой да знае с какво се занимава. Владеещ отлично турски език и преоблечен в турски дрехи в продължение на двадесет години унищожил повече от четиридесет душмани. Действал в Родопите, като между другото подпомагал други чети, дори и тази на Петко войвода. Русин Калийята доживява до Освобождението и почива в края на XIX век. |

### С
| Сладжи Коста (1780 – неизв.) – роден е в Нова Загора. Предвождал е малка дружина в Твърдишкия и Сливенския Балкан и Сърнена Средна гора в годините между 1815 и 1835. |
| Станко Кусан (неизв.) – според едно предание е последният полунезависим владетел на Ловешката крепост. Когато при турската обсада нещата тръгват на зле, с неколцина другари по оръжие се спускат с въже и се оттеглят в Балкана, където продължават борбата. |
| Сандьо войвода (Александър Николов) (ок. 1825 – неизв.) – родом е от Ямбол и води добре обучена, екипирана и въоръжена чета в навечерието на Кримската война, наброяваща петнадесет – двадесет хайдути. Четата върлува в Странджа, Сакар, Бакаджиците и Източните Родопи, без да изпита горчивината на поражението. |
| Севил юнак (неизв.) – родом е от Дряновско и се подвизавал в родния си край в средата на XVIII век, а името му е запазено в една народна песен. |
| Семко войвода (неизв.) – един от вехтите войводи и е бродил с голяма дружина вероятно през XVII век в Стара планина. |
| Семчо войвода (между 1835 и 1840 – неизв.) – хайдутувал е в годините между 1865 и 1870 Западна Стара планина. Запомнен е като милостив човек, но срещу турски изедници и български чорбаджии извършвал дръзки нападения и раздавал безмилостни наказания. |
| Сидер Страшника (неизв.) – турци посегнали на сестра му Вида, заради което става хайдутин в Кюстендилско в средата на XIX век. По-късно с четата си се присъединява към Илю войвода. |
| Сидер хайдутина (ок. 1720 – неизв.) – Роден е в Лясковец в махалата близо църквата „Свети Димитър“. Бил е кротък, но могъщ земеделец. В Свищовско имало един турски анадолец, който при това бил и фанатик. Владеел няколко Свищовски села и е контролирал пътя между Свищов, Бяла и Горна Оряховица. Когато събирал налози среща Сидер, но човекът му се опънал и агата поискал да го убие. В последвалата схватка българинът го очиства, с което спасява от тормоз, както раята, така и бедните турци тормозени от господаря им. Възрожденската поема „Хайдут Сидер и черен Арап“ на Никола Козлев възпява неговия подвиг. Когато хайдутина се разболява тежко се хвърля в река Янтра. |
| Симитчи Иван (ок. 1610 – неизв.) – родом е от село Ракитница и е върлувал в Битолско. Когато е заловен е осъден от Битолския шериатски съд и след това е убит. |
| Сирма войвода (1776 – 1864) – родена е в село Тресонче и ръководи малка чета в Дебърско, Кичевско и Крушевско и се бори срещу албанските разбойнически банди. |
| Сиромах Еленко (неизв.) – подвизите му са възпети в една народна песен. |
| Сирхатлия юнак (неизв.) – родом е от Жеравна и е действал в Сливенския Балкан. |
| Слави хайдутина (ок. 1800 – неизв.) – роден е в Казанлък. През 30-те години на XIX век продължително време се движил из Стара планина и Сърнена Средна гора. |
| Сосипо хайдутин (неизв.) – истинското му име е неизвестно, но се знае че е хайдутувал в Горноджумайско, Пирин, Рила и Огражден през XIX век. |
| Спиро войвода (ок. 1845 – неизв.) – родом е от Струмица и шетал в Македонските планини и Шар планина, като стигал дори до Призрен през 70-те години на XIX век. |
| Спиро Георгев (Спиро Иванов Джеров) (1835 – 18 юли 1868) – родом от Битоля участник в Четата на Хаджи Димитър и Стефан Караджа от 1868 година. |
| Страхил войвода (неизв. – 1711) – войвода е на дружина от двеста души конница, все опитни люде с голяма сфера на действие. |
| Страхин войвода (неизв.) – роден е в село Чурен и действал по време на помехамеданчването през XVII век и поддържал народния дух дори сред тези, които сменили вярата си, понякога с Рогльо войвода от село Перущица. |
| Стайко войвода (неизв.) – подвизавал се в Сливенско и познат от народни песни за него, поп Мартин и Радой войвода, с които изглежда е действал съвместно. |
| Стайко хайдутин (неизв.) – бил е четник при Панайот Хитов. |
| Стамен Лазаров (ок. 1840 – неизв.) – действал с малка чета в Трънско и е Опълченец в Освободителната война. |
| Стаменко Мицов (неизв.) – родом е от Кюстендилско и е действал в този край. |
| Станко хайдутин (неизв.) – водил малка хайдушка дружина по време на Руско-турската война 1828 – 1829 в Ескипазарско (Търговишко). |
| Станчо хайдутин (неизв.) – върлувал с малка чета в Странджата. |
| Стар Димо (неизв.) – така го е нарекъл народния певец в една стара, хайдушка песен в старите времена от XVI или XVII век. |
| Стефан Караджа (11 май 1840 – 30 юли 1868) – български национален герой и войвода. |
| Стефан Дяков Орешков (1846 – август 1868) – хъш, родом от Казанлък, участва в похода на четата на Филип Тотю войвода от 1867 г. и е един от малцината оцелели след тежките сражения на тази чета. На следващата година минава от Сърбия във Влашко и влиза в четата на Хаджи на Димитър и Стефан Караджа, като участва във всичките и сражения, но е заловен и обесен в родния си град. |
| Стефан Панев (1840 – 29 юли 1868) – родом от Казанлък. Няколко години воюва в четата на Цветко войвода, после е във Влашко, като в началото на 1867 г. бил в Белград. През 1868 г. участва в похода на четата на Хаджи на Димитър и Стефан Караджа. В сражението при Карапанова кория е ранен и при Карапановските лозя е заловен и откаран в Русчук, където е и обесен. |
| Стоян Писанката (неизв.) – действал в Ямболско и Бакаджиците в края на XVIII и началото на XIX век. |
| Стефан хайдука (ок. 1760 – неизв.) – родом е от село Гушанци. Времето не е заличило името му и годините, в които е действал – края на XVIII и началото на XIX век. |
| Стефан Цоцкин (Кючук Караджа) (между 1830 и 1835 – неизв.) – запазени спомени за него казват, че през 1866 г. заради оженилата се за друг Момка е станал хайдутин. Бил смел и дързък войвода на малка, но добре въоръжена и обучена чета. С куршум, не отиващ напразно мъстял на богати турци и чорбаджии. Поддържал връзки и бил снабдител с оръжие, храна, дрехи и барут на Филип Тотю, Хаджи Димитър и Стефан Караджа. |
| Стойко войвода (неизв.) – роден е в село Крива круша, войвода на малка хайдушка чета през 1830 – 1840 г. |
| Стойко войвода (края на XVII век – неизв.) – родом от Сливен. През 1714 г. заедно с четите на Радой войвода и Мартин войвода нападат града и ликвидират Сливенския паша. |
| Стойко войвода (неизв.) – родом е от Дряновско и е хайдутувал в първата половина на XIX век там, в Габровско, Еленско и Севлиевско. |
| Стойко Иванилицата (1770 – неизв.) – действал в края на XVIII и началото на XIX век в Средногорието. |
| Стойчо Петров (между 1837 и 1840 – неизв.) – родом от село Драгоданово е и е четник на Панайот Хитов иколо 1860 г. |
| Стойчо Маринов Кадийов (неизв.) – за него единствено се знае, че е от село Каменово. |
| Стоил войвода (1841 или 1842 – 13 май 1876) – родом от село Енджекьой. |
| Стойчо Цинцарски (неизв.) – родом е от село Лобош. Три години върлувал в македонските планини с чета, после и в Граово. |
| Стоимен Терзията и Каймак Стойна (неизв.) – семейството хайдути се подвизава между 1840 и 1850 г. в Осоговската планина, Пиянечко. Турците издебнали красивата Стойна при воденицата на село Църник и я убили по зверски начин. От тогава дирите на Терзията се губят. |
| Стою войвода (между 1845 и 1850 – 1890) – родом е от село Скрижово. С малка чета от десетина души се подвизава около Боздаг през 1875 г. След Освобождението участва в Сръбско-българската война, а после в Македонските борби. Пада в битка при село Радуловци. |
| Стоян войвода (между 1690 и 1695 – неизв.) – родом е от село Чокманово и взима участие през април 1720 г. при отмъщението за убийството на двеста българи в село Райково |
| Стоян войвода (неизв.) – един от вехтите войводи, а името му се свързва с Второто и с Третото търновско въстание 0т 1700 г. и може да е син на Мара войвода. Има запазени песни за него. |
| Стоян войвода (неизв.) – родом от Троян и с малка дружина се подвизава в Троянско и Ловешко. |
| Стоян войвода (неизв.) – роден е в Панагюрище и се подвизава в Средна гора с хайдушка дружина в края на XVII и началото на XVIII век. |
| Стоян войвода (неизв.) – родом е от село Праужда, действа през средата на 1800-те в родния си край. Заловен от турците след предателство при село Стакевци е набит на кол. |
| Стоян войвода (началото на XVI век – неизв.) – един от вехтите войводи и голям юнак, за когото се пеят песни. Воюва в района на Стара планина. |
| Стоян войвода (неизв.) – действат заедно с Гайтанджи Минчо през XVII век в Стара планина и са участвали в Петропавловската буна. |
| Стоян войвода (неизв.) – родом е от село Шипка и действа заедно с Мирчо войвода и Узун Пенко из Търновско в края на XVIII век. |
| Стоян войвода (неизв.) – роден е в село Баня и мъсти в Средна гора. |
| Стоян войвода (неизв.) – за него се знае от песни от Сливенско. |
| Стоян войвода (неизв.) – печели хайдушка слава в Самоковско, където е възпят в народни песни. |
| Стоян войвода (неизв.) – за него се знае от песни от Габрово. |
| Стоян войвода (Стоян Карастоилов) (1848 – 25 ноември 1878) – родом от село Старчище и шетал с малка дружина в района на Рила, Пирин и Али ботуш. Другарувал с Терзи Никола за да бранят българското население от турски безчинства. |
| Стоян войвода (неизв.) – за него, като милостив човек се знае от една песен от село Копривщица. |
| Стоян войвода (неизв.) – родом от село Гложене и става хайдутин защото турци убиват баща му. |
| Дели Стоян войвода (Стоян Киселереца) (ок. 1770 – 1801) – родом е от село Красново и брани българите в Средна гора от кърджалии, от които и е убит. |
| Стоян войвода (Стоян Юруков) (между 1765 и 1770 – 1809) – роден е в Панагюрище и хайдутува между 1793 и 1809 в Средна гора, където е заловен и набит на кол от турците. Народът обаче пее песни за него. |
| Дядо Стоян Братоев (ок. 1770 – неизв.) – родом от село Поибрене. С дружина върлува в Средногорието в началото на XIX век. |
| Стоян Велинов (между 1842 и 1845 – неизв.) – родом от село Желява и действал в района на Черновръшкия рид и около Арабаконак и Витиня. Бил е близък с Панайот Хитов и Васил Левски. |
| Стоян Добрев Делидимоолу (Кючук Стоян) (между 1815 и 1820 – неизв.) – родом от село Чанакчии и е хайдутин на Бойчо войвода и байрактар на Димитър Калъчлията. |
| Стоян Дулев (неизв.) – родом от Троян и върлувал в този край. Неговият внук Атанас Цочев Хитров е бил близък с с Левски. |
| Стоян касапина (между 1805 и 1810 – неизв.) – родом от Сливен и е хайдутин на Дядо Цоню войвода кум 1830 г. По други сведения е от село Конаре |
| Стоян Кръстев (между 1805 и 1810 – неизв.) – роден е в Сливен и е един от чичовците на Хаджи Димитър. В годините между 1830 и 1840 предвожда чета заедно ц брат си Добри. |
| Стоян Никола (ок. 1610 – 1636) – родом от село Спростране и е четник при Петре Дундар. Убит е заедно с неколцина свои другари след залавянето им и осъждане от Битолския шериатски съд. |
| Стоян Наков Папазов – Люцканов (Теню войвода) (между 1830 и 1835 – 1865) – роден е в махалата Ново село на Сливен. Бил е шурей на Панайот Хитов и през 1858 г. излизат хайдути в планината и се присъединяват към четата на Георги Трънкин. След смъртта на войводата Панайот става войвода, а той помощник-командир. Води и самостоятелна чета от 1864 до 1865 г. Четници на Теню войвода са Никола Манчев от Сливен, Димитър Николов Общи от Косово, Мавро от Казанлък, Михаил Куртев и Трифон от Турия. Загива в сражение с турска потеря. Според други сведения е убит с цел грабеж при Жеравна.                                                                                     |
| Стоян Кулаксъзов (ок. 1845 – неизв.) – родом от Котел и заедно със сестреника на Георги Раковски, Йордан Стоянов във Влашко събират чета. При Галац минават Дунава и през Добруджа се установяват в Котленския Балкан. Увеличена до двадесет и пет души четата е подложена на преследване от турците. При връх Мургаш те са разбити и един по един избити. |
| Стоян Пейо (ок. 1540 – неизв.) – родом е от село Старово и е един от вехтите войводи. Заедно с поп Яков действат в Македонските планини през 70-те години на XVI век. |
| Стоян Попов (неизв. – 1864 или 1865) – четник е при Хаджи Димитър и Христо Македонски, но поради разногласия с тях се отделя със самостоятелна чета, заедно с неколцина другари. Пада убит след това. |
| Стоян Софийски (неизв.) – действал в Сливенско и Котленско през 1873 г. |
| Стоян Странджата (неизв.) – хайдутувал около 1830 г. |
| Стоян Узунбойлията (неизв.) – бил е от Родопите и е върлувал с Ангел войвода там. |
| Стоян хайдутина (ок. 1780 – неизв.) – роден в Панагюрище и се подвизавал в горите около село Мечка в Средна гора нежду 1800 и 1810 г. |
| Стоян хайдут (неизв.) – подвизавал се в Пирдопско и Тетевенско и за него се знае от една народна песен. |
| Стоян хайдут (неизв.) – бил е от дружината на Индже войвода в края на XVIII и началото на XIX век. |
| Стоянка хайдутка (неизв.) – за нея се знае от стара хайдушка песен от Копривщица. Дебрите на Средна гора са били нейно убежище. |
| Странджа хайдутин (неизв.) – хайдутувал по време на Кримската война в района на Пазарджишко. |
| Стрфан войвода (неизв.) – в ведна народна песен от началото на XIX век се пее за Стефан и Драган войводи. |
| Страти войвода (ок. 1800 – 1870) – родом от село Доситеево след като действа сам известно време, събира чета от дванадесет души. Заради туй турци избиват семейството му. Страти не се отказал от хайдутлука придобива прозвищата Лошият, по някога и Мечката. Вече стар е заловен и набит на кол. |
| Страти войвода (1858 – неизв.) – роден е в село Стоилово, а след оставането на Източна Тракия в Турция около 1879 г. действа сам или с малка дружина до към 1885 г. След това дирите му се губят, но има съмнения. че може и да се е бил доброволец в Сръбско-българската война, когато е и загинал. Страти войвода е последният български хайдутин. |
| Събо Новака (неизв.) – бил е от Панагюрище и е върлувал в Средна гора. |
| Стрезо Накев (ок. 1615 – 1644) – родом е от село Породин. Подвизава се в Битолско след 1635 г. Заловен е от турците, съден, осъден и е убит. |
| Сяро Барутчията (ок. 1770 – неизв.) – действал като хайдутин в края на XVIII и началото на XIX век. Бил е снабдител с барут, оръжие и други средства на много хайдути и войводи. |

### Т
| Тасо хайдутина (Тасо Атанасов Додеков) (неизв.) – роден е в Панагюрище и е бил заможен човек с хан и тюфекчийница. Бил ятак на хайдутите в Панагюрско и когато е заподозрян от властите, сам започва да воюва. |
| Тороман войвода (неизв.) – роден е в село Красново и се подвизавал в Средна гора и Пловдивско. |
| Тано Боюклията (между 1822 и 1835 – неизв.) – роден е в село Отец Паисиево и действал в Средногорието около 1860 г. |
| Таньо войвода (Таньо Стоянов Куртев) (5 април 1846 – 27 май 1876) – родом е от Сливен и ръководи чета по време на Априлското въстание. |
| Тане Митанов (между 1805 и 1808 – 1853) – ок. 1835 г. води малка чета в Осогово, Рила и Пирин. Доброволец се записва в руската войска и загива при отбраната на Севастопол. |
| Татунчо войвода (неизв.) – хайдутува през XV век. |
| Танчо войвода (между 1820 и 1825 – неизв.) – родом е от село Малко Белово и през 1856 г. води малка чете в Западните Родопи. |
| Таско войвода (между 1805 и 1808 – неизв.) – от село Лева река и е син на Воин войвода. излиза хайдутин около 1835 и върлувал със седем – осем души в Осогово, Рила и Пирин. Наследил хайдушкият район на баща си. |
| Тачо войвода (неизв.) – действал в Берковският Балкан. |
| Точка войвода (между 1770 и 1775 – неизв.) – наследил Анджо войвода и е предхождал Ангел войвода. Събира чета, в която е и бащата на Ангел войвода, с която върлуват в Тракия, Източните Родопи и Сакар планина. През 1810 г. освободил български робини и изпраща хората си при Дргойна войвода. После отива в Хасково при приятел бозаджия, с когото се напиват. Приятелят му се полакомил за голямата награда, давана за главата на войводата, извършил предателство. Изтезаван и завързан е качен на едно буре, а той сам го ритва и издъхва на въжето. Според други сведения е умъртвен в Одрин.                     |
| Терзи Никола (неизв.) – подвизава се с малка чета в Пирин, Рила, Беласица, Али ботуш и Огражден. Като закрилник на християнското население през 1810 г. разбива разбойническата шайка на Серския главатар Шабан Гега. За другар е имал Стоян войвода от село Старчище. |
| Титьо Нейков (ок. 1820 – неизв.) – родом е от Калофер и след 1840 г. кога поединично, кога с неколцина другари върлува из Калоферския Балкан. |
| Тихол войвода (неизв.) – роден е в Търново или Търновските села. Заедно с другаря си по оръжие Хубан войвода водят общи бойни действия. |
| Тозю Кирев (началото на XIX век – неизв.) – родом е от село Горски извор. През 1830 – 1840 г. се занимава със земеделие и турците не подозират, че е хайдутин. |
| Тодор Банчев (Банчо войвода) (1814 – февруари 1877) – родом от Батак, революционер, участник в Априлското въстание. |
| Тодор войвода (неизв.) – един от вехтите войводи. |
| Толе войвода (неизв.) – един от вехтите войводи и действал в Битолско и Прилепско между 1770 и 1775 г. Другарите му били от селата Пуста река, Арилово и Велушино. |
| Тодор Ганчев (между 1829 и 1825 – неизв.) – роден е село Момина клисура. В Западните Родопи предвожда малка чета по време на Кримската война. |
| Тодор Харбооглу (Тодор Денев Харбов) (ок. 1842 – 1869) – роден е в Сливен. През 1867 г. заедно със съгражданина си Гунчо Господинов имат намерение да се присъединят към Панайот Хитов, но войводата не ги приема, защото имал други цели и задачи. На следващата година двамата изчакват Хаджи Димитър и Стефан Караджа, но поради различни несполуки пак не успяват. С неколцина други започват самостоятелни с действия, но пък се появяват несъгласия помежду им и се разделят. Двамата верни побратими Тодор и Гунчо и били убити край село Градец, а останалите били изловени и избити, като само трима се спасили. |
| Тодор Кънев (неизв.) – родом е от село Черкешлия и хайдутувал в Сливенския край. |
| Тодор Паласкаря (между 1840 и 1850 – неизв.) – родом е от село Старчища. Турски жестокости го карат на стане хайдутин и с малка чета да върлува из Пирин, Рила и Западните Родопи, а занаята хайдушки научава от Терзи Никола войвода. Неговата чета действа между 1870 и 1875 г., след което взима участие в Руско Турската война 1877 – 1878 г., след което се бие в Крестненското въстание. |
| Тодор Янипищовлията (началото на XIX век – след 1830) – хайдутува в Ловчанския и Троянския Балкан. Заловен от турците е и убит. Брат му Пешо се е преселил в Севлиево и станал баща на революционера Стефан Пешев. |
| Тодорка войвода (неизв.) – действала е в Харманлийско, ограбвала е султанските хазни и смело пакостела на богати турци, като раздавала на бедните. Възпята е в народни песни от този край. |
| Тодорка войвода (неизв.) – подвизавала се е в Дряновско. |
| Тодорка войвода (неизв.) – водила е чета близо седем години без някой да разбере, че е жена. Възпята е в народни хайдушки песни. |
| Тодорка хайдутка (неизв.) – за нея се знае от една народна песен от XIX век. |
| Тачо войвода (неизв.) – ок. 1840 г. има малка чета в Берковско. |
| Точо войвода (ок. 1840 – неизв.) – родом е от Чипровци и хайдутува от 1865 до 1875 г. в Западна Стара Планина, предимно в Петроханския проход. Четата му от тридесетина души била страшилище за всички изедници. По други сведения е от Голяма Кутловица. |
| Точо Мицкин (ок. 1750 – неизв.) – роден е в Чипровци и в края на XVIII и началото на XIX век. Дружината му върлувала в Берковския и Чипровския Балкан. |
| Трайчо хайдутин (неизв.) – родом е от село Барбарево и в Македонските планини закрилял българите от произвол около 1840 г. |
| Трендафил войвода (ок. 1800 – неизв.) – роден е в село Аджар. В годините между 1830 и 1840 се подвизава в Калоферско и Източна Стара планина. |
| Трифон войвода (неизв. – ок. 1840) – родом от село Бургуджий. Най-напред е байрактар на Кара Съби, но около 1830 г. повежда самостоятелна дружина в Сливенско и Ямболско. Загива в бой при Марашкия проход и е възпят в много народни песни. |
| Тричко Батековски (неизв.) – родом е от Пернишкият край и е герой на много песни. |

### У
| Узун Пенко (между 1860 и 1865 – неизв.) – родом е от Дряново и отбива кърджалийски нападения заесдно с Мирчо войвода с двете си хайдушки дружини отбивали нападенията на кърджалиите, които веднъж гонили до Шипка и Казанлък. Хайдушка дейност води в годините между 1785 и 1805 в Дряпновско, Търновско и Еленско. |
| Узун Петко (неизв.) – с малка, но добре въоръжена и дисциплинирана дружина пребивава в Средногорието към края на XVIII и началото на XIX век, като наказва разни разбойници. |

### Ф
| Филип Тотю (Тодор Тодоров Станчев) (10 април 1830 – 23 март 1907 ) – роден в колибите Гърците, днес част от село Вонеща вода.                                                                       |
| Филчо войвода (ок. 1835 – неизв.) – роден е в село Ениджия, действал през 60-те години на XIX век в Лозенградско.                                                                                   |
| Филчо войвода (неизв. – ок. 1860) – действал през първите двадесет години на XIX век. Като овчар е ятак на Ангел войвода. По-късно си прави своя чета и след дълго хайдутуване е убит около 1860 г. |
| Фильо хайдутина (неизв.) – действал през 30-те години на XIX век, а за него се помни от една народна песен.                                                                                         |
| Флоро войвода (неизв.) – действал във Врачанско в годините 1748 – 1772. |

### Х
| Хайдут Алекси (неизв.) – родом от село Ченге. Най-напред е четник при Димитър Калъчлията, но хайдутува и между годините 1854 и 1876 из Добруджа и Варненско. |
| Хайдут Ангел (неизв.) – роден е в село Белица. Пада убит под връх Харамлиец. |
| Хайдут Апостол (ок. 1620 – 1651) – роден е в село Кушье. След 1640 г. е хайдушки предводител в родният си край. Имал вземане-даване със съселянина си Иван, който също бил войвода на чета. В тежко сражение с турците загиват повечето четници, заедно с Апостол и Иван войводи. |
| Хайдут Балчо (неизв.) – един от вехтите войводи, родом от махала Белчовци на село Поибрене. Действал в края на XVI век в Средна гора и е убит край село Саладиново. |
| Хайдут Бакоя (неизв.) – бил е хайдутин при Гълъб войвода, която шета и се подвизава през 30-те и 40-те години на XIX век в Сливенско, Котленско и Новозагорско. |
| Хайдут Башко (неизв.) – хаджия, родом от село Баня, действал в Чепинското корито с малка чета в края на XVIII и началото на XIX век. Макар и помак по произхо бранил населението от арнаутски, кърджалийски и други разбойнически шайки. След залавянето му е обесен. |
| Хайдут Белче (ок. 1615 – ок. 1640) – родом е от село Гявато и върлува в родният си край, когато през 1640 г. загива в сражение. Друга версия на неговата биография говори, че преследван от османска потеря се укрива в селото си. При тези обстоятелства мухтаринът Юсуф иска от населението да го предаде. Начело с Митре Николов съселяните на Беле отказват да се подчинят на заповедта и с оръжие в ръка се опитват да прогонят врага. В завързалото се сражение Белчо бил убит, а Митре е заловен жив и като подстрекател, за неподчинение и като бунтовник е съден и убит от властите. |
| Хайдут Боби (втората половина на XVIII век – неизв.) – родом е от село Риш и хайдутува в края на века и началото на следващия. Малката му, но юначна дружина ограничава действията си в родния край. С нея бранят населението от местни и турски душмани в Ришкия проход, някои от които ограбвал, други избивал. |
| Хайдут Бойчо (началото на XIX век – ок. 1847) – през 1829 г., след оттеглянето на генерал Дибич Забалкански и руските войски дръзко и смело действа в гъмжащ от турски села район с фанатизирано население. Воюва поединично в продължение на много години. На него му било ясен произхода на невъзможните условия за живот и тиранията, която го придружава. Помагал на бедните си събратя, като ги брани от местните турски власти, богати турчуля и български чорбаджии. Турците избивал, а с българите бил по-снизходителен. Ограбеното от тях раздавал на сиромасите, без значение дали са християни или мюслюмани. Бил е обичан от разноверската рая, защото пари давал на хората да си купят добитък или платят данъците, пък и за други нужди. Заловен от врага е хвърлен в Цариградската тъмница Терсхане и гние там седем дълги години. След като се озовава на свобода, пак се залавя за оръжието и хваща гората. В завързало се тежко сражение е убит. |
| Хайдут Вели (неизв.) – помак е от село Гьогче бунар в един турски документ от 1720 г. се споменава неговата хайдушка дейност. Имал отлична дружина и и закрилял българското население в Родопите и Беломорието. |
| Христо войвода (ок. 1740 – 1813) – родом е от Сливен. Със своя дружина се явява около 1740 г. в Сакар планина и за късо време разширява зоната на дейност от Ямбол до Одрин, Лозенград и Бургас. Закрилял всички – турци, гърци и цигани в района на Стара планина, Странджа, Бакаджиците, Източните Родопи и по поречието на Марица, а от там по Беломорието, Македония и Арнаотлука. След петдесет години хайдутуване, старият войвода се оттегля и подновява Вакъфския манастир „Света Троица“. Там става калугер с духовното име Хтисант. Почива в манастира като негов игумен. |
| Христо Велев (ок. 1840 – между 1872 и 1873) – роден е в Татарпазарджик и е участвал в Критското въстание, след което се завръща и води чета от осем души в Берковския Балкан. Загива в сражение с турците в района на Пирот. |
| Хайдут Велко (ок. 1780 – неизв.) – роден е в село Леновци, от родители българи. Баща му, собственик на стада с овце бил разорен от бандитите на Осман Пазвантоглу. През 1803 г. Велко се присъединява към четата на Станой войвода, която действала между селата Зайчар и Кула. Сетне се подвизава в Моравия, а още по-късно се присъединява към четата на сърбина Душан „Джуша“ Вуличевич, с която чета през 1806 г. участва в завладяването на Белградската крепост. Надявал се със сръбска помощ да основе малко българско княжество в Моравско. Тачен еднакво и от българи и от сърби, войводата загива при Неготин в сражение с турците. |
| Хайдут Велко (неизв.) – действа в Родопите с жена си Гуга. |
| Хайдут Велко (ок. 1825 – неизв.) – роден е в Калофер и е хайдутувал в Добруджа по време на Кримската война. |
| Хайдут Велко (неизв.) – родом е от Шумен и действал заедно с Гълъб войвода. |
| Хайдут Велчо (края на XVI век – 1623) – родом е от село Сухо гърло. Подвизавал се в Битолско. Заедно или с други хайдути нападали спахийски чифлици. Около 1623 г. нападат в село Тополчани чифлика на Мехмед Чауш и го разграбили. Голяма турска потеря обаче излавя хайдутите, а Битолския шериатски съд ги осъжда на смърт. |
| Хайдут Велчо (неизв. – 1709) – роден е в село Буново и хайдутува в началото на XVIII век. Заловен е и осъден от турски съд в София и е обезглавен. |
| Хайдут Вълко (неизв.) – роден е в село Капаклий и е хайдутувал в Добруджа между 182о и 1830 г. |
| Хайдут Върбан (неизв.) – родом е от Котел и според една песен се подвизава в Котленско и Сливенско. |
| Хайдут Генчо (неизв.) – роден е в село Геленджик воювал в Добруджа през 60-те години на XIX век. |
| Хайдут Георги (неизв.) – върлувал е в Котленският с Сливенски Балкани. |
| Хайдут Георгица (неизв.) – подвизавал се е в западна Стара планина. |
| Хайдут Горчо (между 1615 и 1620 – 1644) – родом е от Породин и с чета от десетина души действа в Битолско след 1635 г. Заловен от турците е убит. |
| Хайдут Гоше (края на XVI век – 1623) – роден е в село Кутретино и действа през двадесетте години на XVII век в Битолско. Както повечето харамии от този край, мъстел на богати турци и чифликчии. Заловен е и е осъден от Битолския шериатски съд на смърт. |
| Христо Гушан (ок. 1610 – неизв.) – родом от село Летница, Битолско и бил четник на Петре Дундар. |
| Хаджи Димитър (Димитър Николов Асенов) (10 май 1840 – 10 август 1868) – родом от Сливен, български войвода. Умира едва 28-годишен след тежко сражение на четата му с османски части. По повод на смъртта му Христо Ботев написва едноименната поема. |
| Хайдут Димитраки (ок. 1750 – неизв.) – хайдутува поединично или с четата на Шейтан Тодор след 1770 г. в Ямболския край, откъдето е родом. |
| Хайдут Димо (ок. 1600 – неизв.) – роден е в село Горни Породин и се подвизава в Битолско. Взима участие в нападението на Мустафа бен Пазарли в село Чаирли през 1634 г. Скоро е заловен от турците и осъден на смърт от Битолския шериатски съд. |
| Хайдут Дончо (неизв.) – родом е от Панагюрище и е бил войниган. Отказва да служи в турската войска и хваща гората. Хайдутува около 1575 г., което личи от една заповед за залавянето му до Пловдивски кадия. |
| Хайдут Иван (ок. 1620 – 1651) – роден е в село Крушье, Велешко. След 1640 предвожда хайдушка дружина в родният си край. Със съселянина си Апостол войвода закрилят бедната рая. Почти цялата чета загива в бой с врага през 1651 г. |
| Хайдут Иван (края на XVI век – неизв.) – родом ме от село Сушица. Около 1620 г. заедно с неколцина други убиват в чифлика му народния изедник Мехмед Чауш в село Тополчани. След време повечето четници влизат в ръцете на турците и са осъдени от Битолския шериатски съд на смърт. |
| Хайдут Иван (неизв.) – бил е байрактар на хайдушката дружина на Еленка войвода и за него се знае от една народна песен от Сливенския край. |
| Хаджи Йордан Брадата (1780 – 5 април 1835) – родом е от Елена и бил за,можен и влиятелен чорбаджия. Биле първоначално хайдутин, после в редовете на Гръцките въстаници и пак хайдутин. Приема на драго сърце идеята за въстание и се нарежда между първите завераджии. Заедно с Велчо Атанасов, отец Сергий, Димитър Софиялията и Георги Станчов съставят бъдещото Първо привременно правителство. На 1 срещу 2 април 1835 не предаден и попада в ръцете на турските власти, след което е погубен. |
| Хайдут Йово (ок. 1615 – ок. 1645) – роден е в село Чикрекчии, Битолско и хайдутува сам или с двама-трима другари след 1635 г. Заловен е жив и осъден на смърт. |
| Хайдут Йовко (Пехливан Йови) (неизв.) – родом е от село Казанката. Причина да стане комита е невярната му жена, забягнала с богатия турчин Урума. По тази причина Йвко излиза хайдутин в Гората и след като отмъщава на двамата, много години върлува там. |
| Хайдут Йордан (неизв. – 1875) – родом е от Сливен и след Кримската война хайдутува в Добруджа. Загива в Силистренско. |
| Хайдут Караджа (края на XVIII век – неизв.) – роден е в село Яврово, а хората разказват страшни истории за него и Каймак Стойна, която Къклевския Серт Мустафа искал да отвлече за негова ханъма. Караджата завързва битка, при която Стойна е убита, а отпосле той хваща гората. В Родопските пущинаци мъсти на турците. Тези събития са описани от неизвестен летописец на опаката страна на иконата „Св. Безсребреници“ в черковата „Св. Димитър“ в Яврово. През 1802 г. с чета от девет души броди в Родопите и брани хората от кърджалиите, а дружината се разраства. Убит е с измама от Заптийския Назър ага. |
| Христо Касапвелев (неизв.) – родом е от Пазарджишко и действал в родния си край в средата на XIX век. |
| Христо Кованджиев (неизв.) – действал в Стара планина около Калофер. |
| Хайдут Кирчо (неизв.) – народен закрилник от Добрич, действал в земите на Добруджа. |
| Хайдут Коло (края на XVIII век – неизв.) – роден е в село Курново действа в началото на XIX век с дружина от пет – шест души. |
| Хайдут Колю (неизв.) – е от село Секулица и действа със съселянина си хайдут Марко в Югозападна България около 1840 г. |
| Хайдут Колю (неизв.) – родом е от село Чанакчии. |
| Христо Ковандимов (ок. 1820 – неизв.) – роден е в Калофер и действа след 1840 г. в родния си край. Образува за кратко време чета с Пенко Райков и Христо Първанът през 1867 г. |
| Хаджи Константин (ок. 1810 – неизв.) – родом е от Малък Самоков и се подвизава в Лозенградско с малка чета. Обединявал усилията си за прочистване на пътищата в Сакар планина с четите на Боджи Димитър и Джяооглу Тодор. Заедно преследвали турски разбойнически банди, нападащи пътници и търговци в Лозенградско. Това става през 40-те години на XIX век. Допълнителни сведения има и за дейност по закрила на раята и в Одринско, и около река Марица. |
| Хаджи Костаки Атанасов Хаджилаков (1842 – юни 1867) – родом от Плевен буден младеж отива във Влашко и на 17 май 1867 минава Дунава с четата на Филип Тотю, на която станал писар. В сражението при село Върбовка е заловен жив и е обесен в Русе. |
| Хайдут Кръсте (края на XVI век – неизв.) – родом е от Цер, а като хаидутин се подвизава в Битолско през 20-те години на XVII век. Другарувал с хайдутите Иван и Митре от село Сушица, Константин и Велчо от Сухо гърло, както и чобанина Митре и други шестима от село Прибилци. С тези свои другари нападат и разграбват чифлика на изедника Мехмед Чауш в село Тополчани, когото убили. Скоро обаче били изловени и избити, а Кръсте е осъден на смърт. Има запазени сведения, че баща му Стойко е затварян в Битоля вероятно заради бунтовната дейност на сина му. |
| Хайдут Курти (средата на XVIII век – неизв.) – родом е от Трявна или околните села. Бранил е бедняците от турци, богати чорбаджии, кърджалии и даалии. |
| Хайдут Кутле (края на XVI век – 1623) – родом от Битолските села и действа в този район между 1620 и 1623 г., когато е заловен и осъден на смърт в Битоля. |
| Христо Нейков (неизв.) – може би е бил от Калофер и е действал в Стара планина и Средна гора. |
| Христо Македонски (1834 – 5 юли 1916) – роден е през 1834 или 1835 година в село Горни Тодорак, Кукушко (днес Ано Теодораки, Гърция). |
| Хайдут Наньо (неизв.) – бил е подвойвода на Димитър Калъчлията и заедно яли „хайдушкия хляб“ около средата на XIX век. |
| Хайдут Пенко (1790 – 1830) – хайдутувал около село Върбица. |
| Хайдут Марко (неизв.) – родом е от село Сакулица и около 1840 г. хайдутува в Западна България. |
| Хайдут Мито (неизв.) – роден е в село Старчище и е бил в четата на Стоян войвода, после става самостоятелен. |
| Хайдут Митре (ок. 1610 – ок. 1640) – произхожда от село Бабино и заедно с брат си хайдут Сугаре е в четата на Петре Дундар. Мезду 1630 и 1640 г. участва в убийството на някой си Мехмед Чауш в село Тополчани, заради което след залавянето му е осъден от Битолския шериатски съд и е убит. |
| Хайдут Михо (Михо Митрев) (ок. 1600 – неизв.) – роден е в село Велгощи и около 1621 – 1623 действа в Охридско, Ресенско и Битолско. Заради дейността си смелият воин е осъден в Битоля на смърт. |
| Хайдут Михо (80-те години на XVII век – 11 февруари 1709) – родом е от село Буново. В началото на XVIII век е заловен от турските власти, съден и обезглавен в София. |
| Хайдут Момчил (1830 – неизв.) – родом от Дряново и е четник при Георги Раковски през 1854 г. Името му се знае от „Горски пътник“ на войводата му. |
| Хайдут Момчило (ок. 1615 – 1644) – роден е в село Трън около Лерин. Предвожда дружина срещу турски чифликчии и разни мъчители след 1635 г. е с десетина души четници. През 1644 г. е заловен жив от турците и е осъден на смърт. |
| Хайдут Момчо (неизв.) – бил е от Панагюрище и е войниган. Като не пожелава да се бие за полумесеца хваща Средна гора и около 1575 г. За него и дейността му се знае от една заповед за залавянето му, издадена във Филибе. |
| Хайдут Недю (неизв.) – родом е от Панагюрище и има малка дружина в Средногорието. Дейността около 1575 г. му е извън съмнение, като е документирано от турското правителство със заповед до Пловдивски кадия за неговото залавяне. |
| Хайдут Недялко (Никола) (началото на XVII век – 1634) – един от вехтите войводи е и е роден в село Пресил. След 1625 г. хайдутува в Битолско. Заедно с другари нападат спахийски чифлици и тези на други изедници. Бойният му арсенал включва сабля, копие и боздуган. След нападението на чифлика на Ахмед ага в родното му село е заловен от турците осъден на смърт от Битолския шериатски съд на смърт. |
| Хайдут Ненко (неизв.) – за него се знае, че е воювал в Калоферския и Троянския Балкан. |
| Хайдут Ненко (неизв.) – действал в Тутраканско и Делиормана между 165о и 1660 г. |
| Хайдут Нено (Нено Маринов) (1847 – 18 юли 1868 ) – родом от Кочмаларе, български революционер, гарибалдиец. |
| Хайдут Никле (началото на XVII век – неизв.) – роден е в село Цапари и за няколко години хайдутуване в Македонските планини си спечелва име на народен закрилник. Заловен от турците и изправен пред Битолския съд се държи твърдо и не признава нищо. Въпреки това е осъден на смърт и убит. |
| Хайдут Нико (ок. 1615 – ок. 1644) – родом е от село Магарево. Предвожда хайдушка дружина след 1635 г. Дружината от десет души върлува в Битолско, но войводата е заловен и убит в Битоля. |
| Хайдут Никола (неизв.) – роден е в Етрополските села и хайдутува в този район на Балкана лятно време, а през зимата се прибира у дома си. Заподозрян от турците за дейността си е заловен и набит на кол. |
| Хайдут Никола (неизв.) – вероятно е роден в Котел, защото има народна песен от там пята за него. Бил е в четата на Кара Танас и се подвизавал в Сливенския и Котленски Балкан. |
| Хайдут Никола (неизв.) – за него се знае от народна песен, в която той заръчва на гроба му да няма скръб и сълзи, а да се пеят хайдучки песни и се гърми с шишанетата, както и да се продължава борбата. |
| Хайдут Никола (неизв.) – родом е от село Кривня. Вековните гори в Делиормана му дават убежище за да закриля бедната рая от народните изедници. |
| Хаджи Никола (ок. 1820 – неизв.) – родом от Тиквеш и хайдутува в Македонските планини от 1840 до 1860 г. Неговият брат Христо взима участие в битката на Филип Тотювата чета при село Върбовка. |
| Хаджи Никола (неизв.) – води чета в Крестненската планина през 70-те години на XIX век. |
| Хридто Патрев (1848 – май 1876) – родом е от Казанлък. Участва в четите на Коста войвода от Ямбол и Хаджидимитровата чета през 1868 г. Заловен и убит е за участието си в Априлското въстание. |
| Хайдут Павел (неизв.) – за него се знае само името му. |
| Хайдут Пенко (началото на XIX век – неизв.) – роден е в село Върбица и има малка хайдушка дружина в Сливенския и Котленския Балкан. |
| Хайдут Петко (1600 – между 1620 и 1623) – произхожда от село Егри, Битолско. Хайдутувал в този район, когато е заловен и осъден на смърт. |
| Хайдут Петко (втората половина на XVIII век – 1857) – роден е в село Хаджиларе. Отраства в село Върбица. Дълги години е четник при Алтънлъ Стоян. Когато събира своя чета върлува в Стара планина около Върбишкия проход. Воюва до дълбока старост, когато е убит чрез измама. |
| Хайдут Петре (между 1610 и 1615 – 1640) – родом е от село Могила и хайдутувал в Битолско, заловен от турците е осъден насмърт и убит. |
| Хайдут Петър (неизв. – 1810) – четник на Злати Кокарчоолу и действал четата в Сливенско и Новозагорско в края на XVIII и началото на -19ти век. Загива в сражение с потеря през 1810 г. |
| Хайдут Пею (неизв.) – родом е от Панагюрище и е бил войниган. Бяга от турската войска и става хайдутин в Средна гора около 1575 г. Името му се знае от една заповед на правителството до кадия във Филибе за неговото арестуване. |
| Хайдут Пею Буюклията (ок. 1810 – неизв.) – родом е от Пазарджишките села и между 1837 и 1842 юначният хайдутин отмъщава на много народ. |
| Хаджи Серги (Сергий Грешни) (между 1770 и 1775 – 30 януари 1836) – роден в село Руховци и се изучил при поп Стоян Робовски когато бил дете. Хайдушкият занаят изучил при друг свещеник – поп Стойко по чието настояване посещава Божи гроб. След завръщането си пак събира чета и действа в Еленско и Трънско, но посещавал често Плаковския, Къпиновския и Присовския манастири, от които получава убежище в замяна на закрила. В годините след 1825 – 1827 става игумен на Плаковския манастир, чиито дела движел добре, без да забравя бойните си другари отпреди 1800 г. Освен тях хаджията подпомага и разни ученолюбиви деца.Макар и стар вече предоставя манастира на заговорниците от Велчовата завера. когато турските власти разкриват делото е заточен в манастира до село Мъглиж, където и почива. |
| Хаджи Христо Панка (ок. 1790 – неизв.) – родом от Свищов като хайдутин се подвизава в района между 1815 и 1825 г. Бил държал връзка с Хетеристите. |
| Хайдут Рада (неизв.) – подвизавала се е хайдутката в Стара планина около върховете Ялдъз табия (Звездец (1655 м.)) и връх Баба в Етрополския Балкан. Планинското било в тази част на планината е наречено в нейна чест Радина планина. |
| Хайдут Райко (неизв.) – родом е от Панагюрище, войниган и около 1575 г. станал хайдутин в Средна гора, наместо да служи в турската армия. |
| Хайдут Ралчо (ок. 1820 – 1860) – роден е в село Калейца подвизава се между 1859 и 1860 г., в Стара планина и Средна гора, когато е убит от засада. |
| Хайдут Руси (неизв.) – според народна посен от Сливенския край е четник на Стоян войвода и е байрактар на хайдутката Бойна войвода |
| Хайдут Руси (края на XVIII век – неизв.) – родом е от село Риш и е хайдутувал в четата на съселянина си Боби войвода, от когото изучава хайдушкия занаят. После образува малка чета, която воюва до Кримската война, след която дирите му се губят около Преслав, в района на река Камчия. |
| Хайдут Сивко (1770 – неизв.) – роден е в село Райково. Изхвърлен от местното гръцко училище, където се изучава, понеже удря с камък учителя. Тогава баща му Петко Казалията го праща за овчар при богатия турчин Юсеин ага от Пашмаклий. Случило се веднаж банда арнаути да нападнат стадата им. Другите овчари се разбягват и само Сивко им дава отпор. С два изстрела поваля главатаря и един от бандитите. Срещу него започва съдебен процес и Сивко събира чета от седем души и става хайдутин в Родопите. Въпреки многобройните потери, изпращани за неговото залавяне Сивко войвода бранел християните от посегателства, а дори и спасявал отвлечени деца, моми и невести. |
| Хайдут Сидер (Дели Сидер) (средата на XVIII век – неизв.) – родом е от град Лясковец и хайдутувал в този край. Запомнен е с убийството на някакъв турчин до по-късно натечения Сидеров мост. Когато се разболял от живеница (скрофулозна туберкулоза) хайдут Сидер се самоубива. |
| Хайдут Станко (средата на XVIII век – неизв.) – роден е в село Доситеево и върлувал в Харманлийско в края на века. За да не се даде жив на врага се хвърлил от високи скали и издъхнал. Негов син е Страти войвода – Лошият. |
| Хайдут Стефан (неизв.) – подвизава се в Берковския Балкан в средата на XIX век. Имал малка, но добре въоръжена и дисциплинирана дружина. |
| Хайдут Стефан (неизв.) – бил е четник на Диляна войвода. За него се знае от една народна песен от Сливенско. |
| Хайдут Стойко (началото на XIX век – неизв.) – роден е в село Дълбоки, но израства в Крива круша. Около 30-те – 40-те години на века повежда дружина в Сливенско, Старо и Новозагорско. Тази чета бранела всички сиромаси, защото в нея имало и турци. Когато бил заловен от властите е насечен на парчета, които окачили по дърветата за всяване на страх сред населението. |
| Хайдут Стоян (ок. 1615 – неизв.) – роден е в село Броди се подвизавал в този край около 1840 г. |
| Хайдут Стоян (неизв.) – родом е от Панагюрище, действал през XIX век. |
| Хайдут Стою (ок. 1615 – неизв.) – роден е в село Лавци и действал в родните си планини през 1635 – 1640 г. |
| Хайдут Сугаре (ок. 1610 – неизв.) – родом от село Бабино и е четник при Петре Дундар. |
| Хайдут Тане Митан (1615 – 1651) – роден е в битолското село Чарлия (Горна или Долна Чарлия). |
| Хайдут Трайко (Бозаджиоглу) (ок. 1610 – неизв.) – роден е в Битолско и хайдутува между 1635 и 1640 г. в родните планини, след което дирите му се губят. |
| Хайдут Трайчо (между 1810 и 1815 – неизв.) – родом е от село Барбарево и действал в Македонските планини през 40-те години на века. |
| Дуде (между 1610 и 1615 – 1639) – произхожда от село Търново, заловен и осъден на смърт от Битолския шериатски съд и е обезглавен. |
| Хвъркат Ненко (втората половина на XVIII век – неизв.) – родом от село Дрен и действал във Верила с побратима си Дочо Кюлафлийски в края на XVIII и началото на XIX век. Хвъркат бил наречен, защото ходел много бързо. Решил, че от хайдутин може отново да стане мирен земеделец се завръща на село. Турците обаче знаели за неговата дейност и го убили от засада. |
| Хлътьо Страшника (неизв.) – родом е от село Копривщица и е върлувал из Средна гора. Най-вероятно е прадядо или дядо на Гаври Хлътев. |
| Хайдут Христо (неизв. – 1810) – четник е на Злати Кокарчоолу войвода и действа с четата в края на XVIII и началото на XIX век. След като загива малкото негови хора продължили борбата в Сливенско. |
| Христо Първанът (неизв.) – роден е в Калофер и около 1840 се подвизава в Калоферския Балкан. |
| Христо Първанов (неизв.) – образува чета заедно с Тодор Танкоолу в Тракия, където четата е разбита. |
| Христо Тетоолу (Татоолу) (неизв.) – роден е в село Дакили Таш. Подпомаган е от синовете си Якиим и Станьо. |
| Хубан войвода (неизв.) – родом е от Търново или околните села. Действал лятно време в Еленско, Търновско, Дряновско. Габровско и Тревненско. Зимувал е в Цариград. Другар му бил Тихол войвода. |
| Хайдут Янчо (ок. 1833 – неизв.) – роден е в село Сребърна, син на заможно семейство, притежатели на земя и стада от коне и овце. Оженил се през 1853 г., по време на Кримската война. По това време Силистренско било пълно с аскер и башибозук. Турски големец хвърлил око на хубавата невеста на Янчо го праща по работа в Силистра. Като се прибрал в село намерил жена си осакатена и озлочестена, без едно око, а майка си обезумяла от ужас. С малко верни другари за няколко години българинът изтребил повече от четиридесет турци. |

### Ц
| Цеко войвода (неизв.) – родом е от село Радане и действа с малка дружина около 1860 година в Струмишко, Радовишко и Кочанско. След като минал в Сърбия се събрал с Илю войвода. |
| Цвета войвода (неизв.) – била от Кюстендилско и в този край има народна песен за нея. |
| Цветко Николов (между 1620 и 1625 – неизв.) – родом от село, Смиловци и се подвизавал около 1650 г. в родния си край. |
| Цеко войвода (Цеко Гърленченина) (неизв. – 1700) – роден е в село Гърлянеи е един от вехтите войводи. Дейсдва;л десетина години в родните планини. Заловен след предателство убива няколко заптии преди да бъде обесен.                                                                                              |
| Цеко Петков Пешев (Цеко Дългошевски, Дядо Цеко войвода) (10 март 1807 – 15 май 1881) – родом от село Дългошевци. |
| Цоньо войвода (между 1770 и 1775 – неизв.) – един от вехтите войводи и опитен хайдутин, роден в село Драгоданово. До към 1825 г. имал дружина от десет изпечени хайдути. С тази чета се подвизавал в Източна Стара планина, Сакар, Бакаджиците и Странджа планина. Когато остарял минава в Букурещ, къдрто и почива. |
| Цецо войвода (неизв.) – върлувал против турците с малка дружина в Кюстендилско. |
| Цонко войвода (ок. 1840 – неизв.) – роден е в Котел и нарекъл четата си „Златна Добруджа“ и през 1867 г. я повежда от Тулча за Добрич, но се разпръснала. Войводата с осем души достигат до Сливенския Балкан и се присъединяват към четата на Панайот Хитов.                                                        |

### Ч
| Чавдар войвода (неизв. – 25 април 1638) – роден в село Лакавица и действал в района на Кожух планина през XVI век. |
| Чавдар хан (Стойко) (неизв.) – имал добре въоръжена, обучена и дисциплинирана дружина, действаща в Софийско от 1705 до 1725 г. Четата от двадесет и пет души нападала богаташки чифлици и мюслюмански къщи, като злодеите от тях избивала. Понякога се проявявала и в Карловско, Пазарджишко и Самоковско. Хайдутували с тази чета Йован Клук, Белчо, Бараджата, Канлъ Лазар Карабаш и Бързак войвода. |
| Чакър войвода (1815 – 11 юни 1855) – роден е в Самоков и доброволно охранявал Рилския манастир. |
| Чакър Неделчо (неизв.) – в една народна песен от Котленско се говори, че се е подвизавал в Странджата с хайдушката си дружина. |
| Черню Пехливан (неизв.) – роден е в Сливен и за него има песни в Сливенския и Котленския край. Хайдутувал в XVII или XVIII век. |
| Черпанлъ Никола (ок. 1800 – неизв.) – родом от Чирпан и върлувал в Сърнена Средна гора и Средна Стара планина между 1820 и 1840 г. |
| Чобан Митре (края на XVI век – 1623) – роден е в село Прибилци и хайдутувал в 20-те години на XVII век в Битолско. Нападнали чифлика на народния изедник Мехмед Чауш и го убили, а чифлика разграбили. За тези му прояви бил осъден от Битолския шериатски съд на смърт и обезглавен. |
| Чоно чорбаджи (между 1760 и 1765 – неизв.) – родом е от Калофер и се хвърлил в хайдушката борба заради турски и кърджалийски золуми между 1790 и 1810 г. Действал в Калоферско, Севлиевско и карловско. Известно е, че е прследвал кърджалийски бандити до Шумен, с макар и малката си чета. |
| Чолакови (неизв.) – двама братя хайдутували през 60-те години на XIX век и бранели населението от турци, татари и черкези в Добруджанско. |

### Ш
| Шейтан Тодор (Тодор Сатаната) (ок. 1750 – неизв.) – воювал в последната четвърт на XVIII век из Ямболските Манастирски възвишения, Сакар и Странджата, Бакаджиците. Дружина му били четири – пет души, все отбор юнаци, добре въоръжени и с опит. |

### Щ
| Щерю войвода (Щерю Певтичев) (1815 – 20 юли 1860) – родом е от Курукьой, за когото във Варненско се разказват легенди за живота, подвизите и смъртта му. |
| Щърбан войвода (неизв.) – родом е от Пазарджишко и имал малка хайдушка дружина в Западните Родопи в средата на XIX век.                                  |

### Ю
| Юнак Сирхатлия (неизв.) – действал в Сливенско през XVI или XVII век. |

### Я
| Яланджи Добри (неизв. – края на XVIII век) – хайдутувал в Средна гора и Калоферския Балкан между 1830 и 1855 г. |
| Яна хайдутка (неизв.) – действала в Пазарджишко. |
| Яна войвода (неизв.) – родена е в село Жеравна и е действала в Котленско през XVIII век. |
| Яна войвода (неизв.) – една от първите хайдутки, болярска дъщеря според преданията от XV век. Върлува в Стара планина и Средна гора и най-вероятно река Луда Яна е наречена на нейното име. |
| Янка хайдутка (неизв.) – за нея се знае от една народна песен от Белоградчишко. |
| Яне войвода (неизв.) – роден е в Пазарджик. |
| Янко Кавлаков (неизв.) – родом от Батак и е действал в този край и Родопите през XIX век. |
| Янко Тудор (неизв.) – подвизавал се в Берковския Балкан с малка хайдушка дружина. |
| Янкул войвода (неизв.) – родом е от Варненско и действал там и по поречието на река Камчия между четиридесетте и петдесетте години на XIX век. |
| Яно Атанасов (ок. 1610 – 1636) – роден е в село Вардино и е шетал с четата на Петре Дундар. След нападение на Битолският търговец Хаджи Хасан четата била разпръсната, а някои хайдути били заловени живи. Така Янчо Атанасов и другарите му по оръжие Йовчо Трайков, Петко Неделков и Стоян Атанасов, са изправени пред Битолския шериатски съд, осъдени на смърт и обезглавени. |
| Яне Плети Коса (неизв.) – действал вероятно през XVI или XVII век в Албанските планини. |